# Blagnac
Blagnac est une commune française située dans le sud-ouest de la France, dans le nord du département de la Haute-Garonne, en région Occitanie. Historiquement en occitan [Blanhàc], la commune fait partie du pays traditionnel du Languedoc et de la région historique de l'Occitanie.
Exposée à un climat océanique altéré, elle est drainée par la Garonne, le Touch et par divers autres petits cours d'eau. La commune possède un patrimoine naturel remarquable : deux sites Natura 2000 (la « vallée de la Garonne de Muret à Moissac » et « Garonne, Ariège, Hers, Salat, Pique et Neste »), trois espaces protégés (le « cours inférieur de la Garonne », l'« île de Pessette » et « Ramier des Quinze-Sols ») et trois zones naturelles d'intérêt écologique, faunistique et floristique.
Blagnac est une commune urbaine qui compte 27 314 habitants en 2022, après avoir connu une forte hausse de la population depuis 1975. Elle appartient à l'unité urbaine de Toulouse et fait partie de l'aire d'attraction de Toulouse. Ses habitants sont appelés les Blagnacais ou  Blagnacaises. Le sobriquet traditionnel est « caouecs » (de l'occitan cauècs).
La ville fait partie de la banlieue toulousaine, étant limitrophe de la ville. Elle est résolument tournée vers l'industrie aéronautique, comme l'attestent notamment l’aéroport de Toulouse-Blagnac, le siège de la société Airbus, le conservatoire Aérothèque et le musée aéronautique Aeroscopia. On compte également de nombreuses usines et de nombreux bureaux du groupe Airbus et ATR à Blagnac.
Le patrimoine architectural de la commune comprend quatre  immeubles protégés au titre des monuments historiques : l'oratoire de Saint-Exupère, classé en 1922, l'église Saint-Pierre, inscrite en 1926, le pont sur le Touch, inscrit en 1950, et le couvent Sainte-Catherine de Sienne, inscrit en 2001.

## Géographie

### Localisation

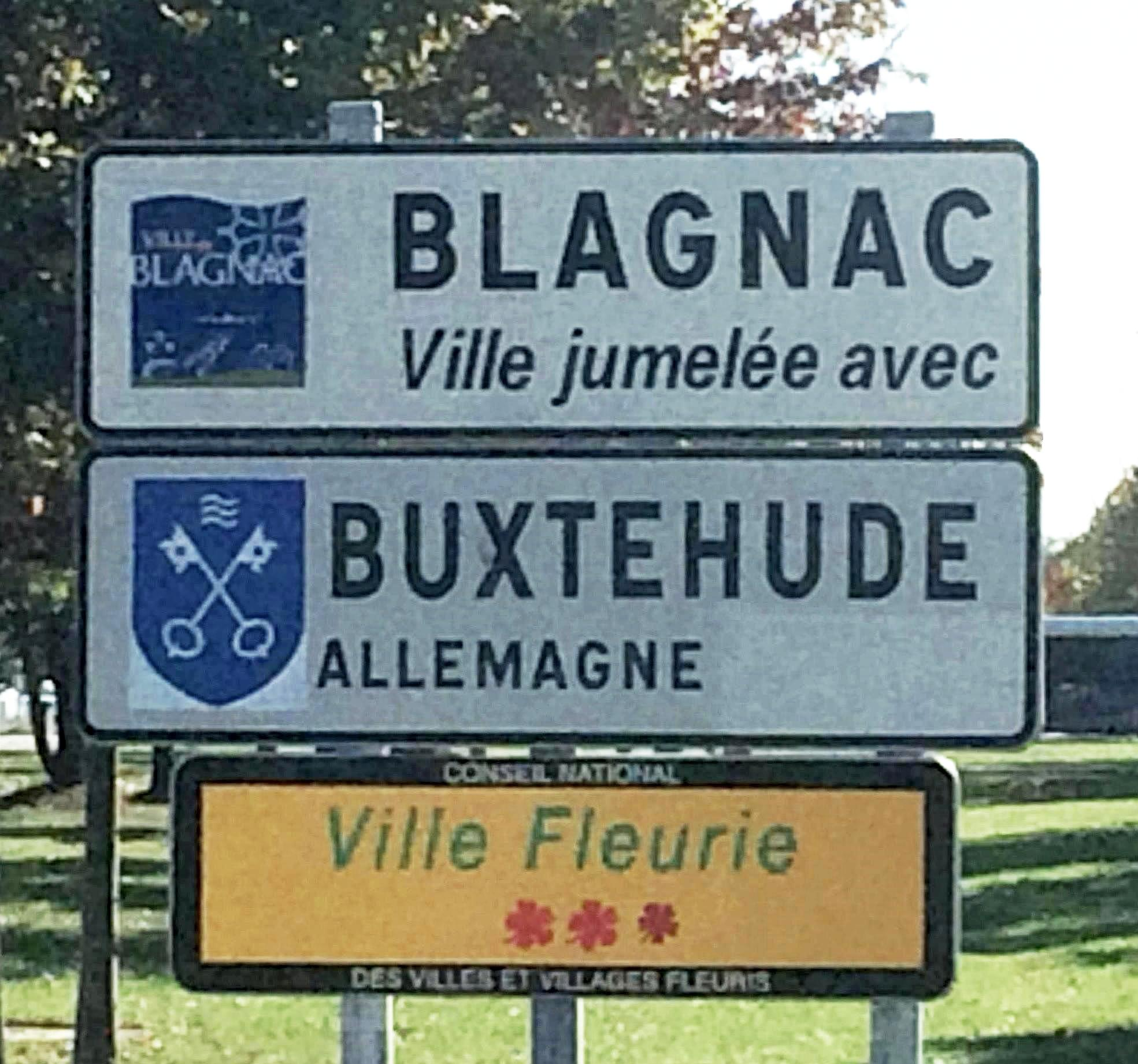
Panneau d'entrée de la commune.

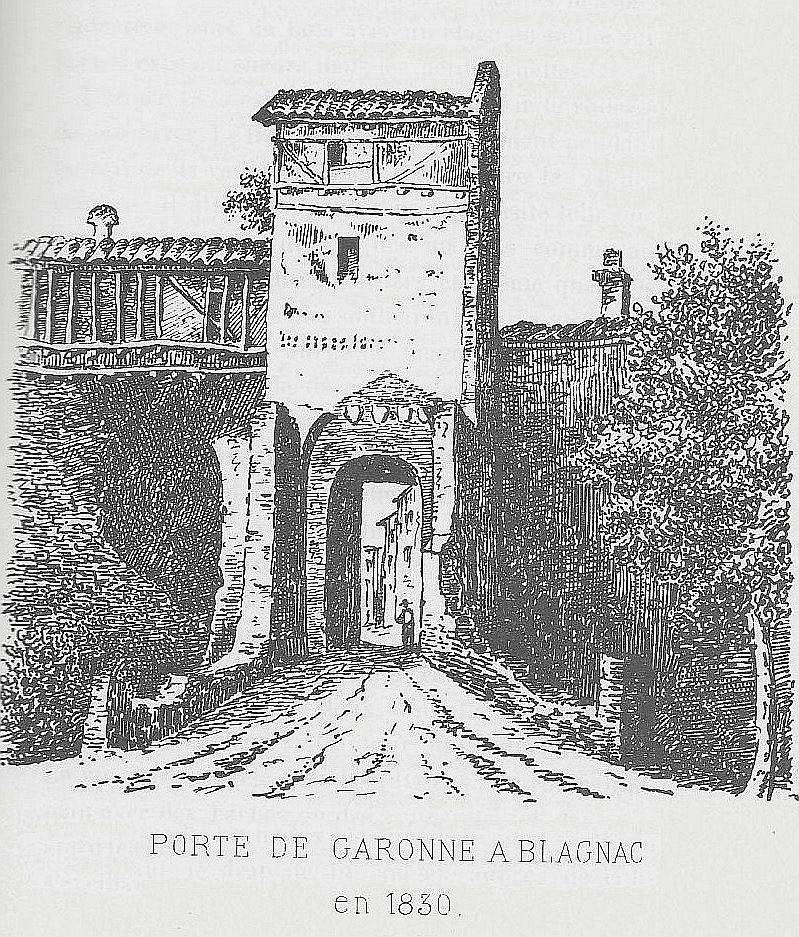
L'ancienne Porte de Garonne, en 1830.

La commune de Blagnac se trouve dans le département de la Haute-Garonne, en région Occitanie.
Sur le plan historique et culturel, Blagnac fait partie du pays toulousain, une ceinture de plaines fertiles entrecoupées de bosquets d'arbres, aux molles collines semées de fermes en briques roses, inéluctablement grignotée par l'urbanisme des banlieues.
Elle se situe à 6 km à vol d'oiseau de Toulouse, préfecture du département. La commune fait en outre partie du bassin de vie de Toulouse.
Les communes les plus proches sont : 
Beauzelle (3,5 km), Fenouillet (4,9 km), Aucamville (4,9 km), Colomiers (5,0 km), Cornebarrieu (5,3 km), Toulouse (5,4 km), Fonbeauzard (5,7 km), Saint-Alban (6,6 km).
Blagnac est limitrophe de six autres communes, dont un quadripoint.
| Aussonne     | Beauzelle | Fenouillet (par un quadripoint) |
| Cornebarrieu | Blagnac   |                                 |
| Colomiers    |           | Toulouse                        |

La Garonne sépare la commune de celles de Fenouillet et Toulouse (en partie), situées sur la rive droite.

### Géologie et relief
La commune est établie sur la première terrasse de la Garonne sur une superficie de 1 688 hectares. Son altitude varie entre 119 et 153 mètres.

### Hydrographie
La commune fait partie du bassin versant de la Garonne, et est traversée par la Garonne et son affluent le Touch, qui servent de frontière naturelle avec la commune de Toulouse. Blagnac est aussi traversé par le Riou, long de 4,9 km, un autre affluent de la Garonne.

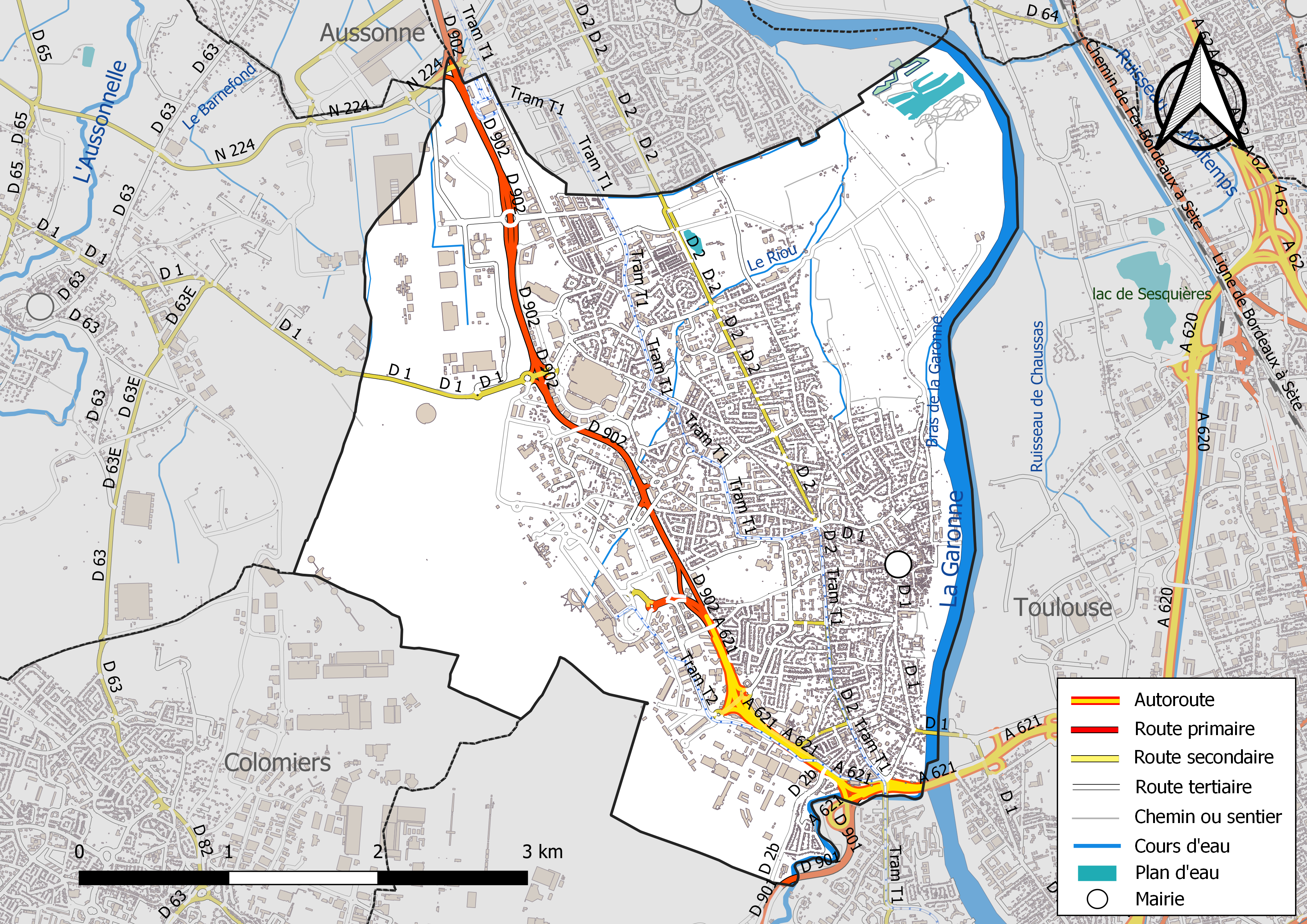
Réseaux hydrographique et routier de Blagnac.

### Climat
Pour des articles plus généraux, voir Climat de l'Occitanie et Climat de la Haute-Garonne.
En 2010, le climat de la commune est de type climat du Bassin du Sud-Ouest, selon une étude s'appuyant sur une série de données couvrant la période 1971-2000. En 2020, Météo-France publie une typologie des climats de la France métropolitaine dans laquelle la commune est exposée à un climat océanique altéré et est dans la région climatique Aquitaine, Gascogne, caractérisée par une pluviométrie abondante au printemps, modérée en automne, un faible ensoleillement au printemps, un été chaud (19,5 °C), des vents faibles, des brouillards fréquents en automne et en hiver et des orages fréquents en été (15 à 20 jours).
Pour la période 1971-2000, la température annuelle moyenne est de 13,3 °C, avec une amplitude thermique annuelle de 15,9 °C. Le cumul annuel moyen de précipitations est de 679 mm, avec 9,5 jours de précipitations en janvier et 5,7 jours en juillet. Pour la période 1991-2020, la température moyenne annuelle observée sur la station météorologique installée sur la commune est de 14,2 °C et le cumul annuel moyen de précipitations est de 627,0 mm,. Pour l'avenir, les paramètres climatiques de la commune estimés pour 2050 selon différents scénarios d’émission de gaz à effet de serre sont consultables sur un site dédié publié par Météo-France en novembre 2022.
| Mois                                  | jan.             | fév.             | mars            | avril         | mai             | juin          | jui.            | août           | sep.            | oct.          | nov.            | déc.            | année      |
| ------------------------------------- | ---------------- | ---------------- | --------------- | ------------- | --------------- | ------------- | --------------- | -------------- | --------------- | ------------- | --------------- | --------------- | ---------- |
| Température minimale moyenne (°C)     | 2,9              | 3,1              | 5,5             | 7,9           | 11,4            | 15            | 17              | 17,1           | 13,9            | 10,9          | 6,3             | 3,6             | 9,6        |
| Température moyenne (°C)              | 6,3              | 7,1              | 10,3            | 12,7          | 16,4            | 20,3          | 22,6            | 22,8           | 19,3            | 15,3          | 9,9             | 7               | 14,2       |
| Température maximale moyenne (°C)     | 9,7              | 11,2             | 15              | 17,6          | 21,4            | 25,7          | 28,2            | 28,5           | 24,8            | 19,7          | 13,5            | 10,4            | 18,8       |
| Record de froid (°C) date du record   | −18,6 16.01.1985 | −19,2 15.02.1956 | −8,4 01.03.05   | −3 13.04.1958 | −0,8 01.05.1960 | 4 02.06.1962  | 7,6 08.07.1954  | 5,5 30.08.1986 | 1,9 27.09.1972  | −3 29.10.1949 | −7,5 23.11.1988 | −12 28.12.1962  | −19,2 1956 |
| Record de chaleur (°C) date du record | 21,2 15.01.1955  | 24,1 27.02.19    | 27,1 21.03.1990 | 30 13.04.1949 | 33,4 18.05.22   | 40,2 27.06.19 | 40,2 08.07.1982 | 42,4 23.08.23  | 35,3 08.09.1966 | 33 01.10.23   | 24,3 01.11.1968 | 21,1 17.12.1987 | 42,4 2023  |
| Ensoleillement (h)                    | 891              | 1 182            | 1 753           | 1 885         | 2 123           | 2 318         | 2 586           | 2 464          | 2 101           | 1 552         | 999             | 897             | 20 751     |
| Précipitations (mm)                   | 52,5             | 37,2             | 45,3            | 65,2          | 73,6            | 64,2          | 40,1            | 44,6           | 45,7            | 54,3          | 55              | 49,3            | 627        |

### Milieux naturels et biodiversité

#### Espaces protégés
La protection réglementaire est le mode d’intervention le plus fort pour préserver des espaces naturels remarquables et leur biodiversité associée,.
Trois espaces protégés sont présents sur la commune : 
- le « cours inférieur de la Garonne », objet d'un arrêté de protection de biotope, d'une superficie de 452,7 ha[13] ;
- l'« île de Pessette », objet d'un arrêté de protection de biotope, d'une superficie de 31,7 ha[14] ;
- le « Ramier des Quinze-Sols », objet d'un arrêté de protection de biotope, d'une superficie de 40,5 ha[15].

#### Réseau Natura 2000

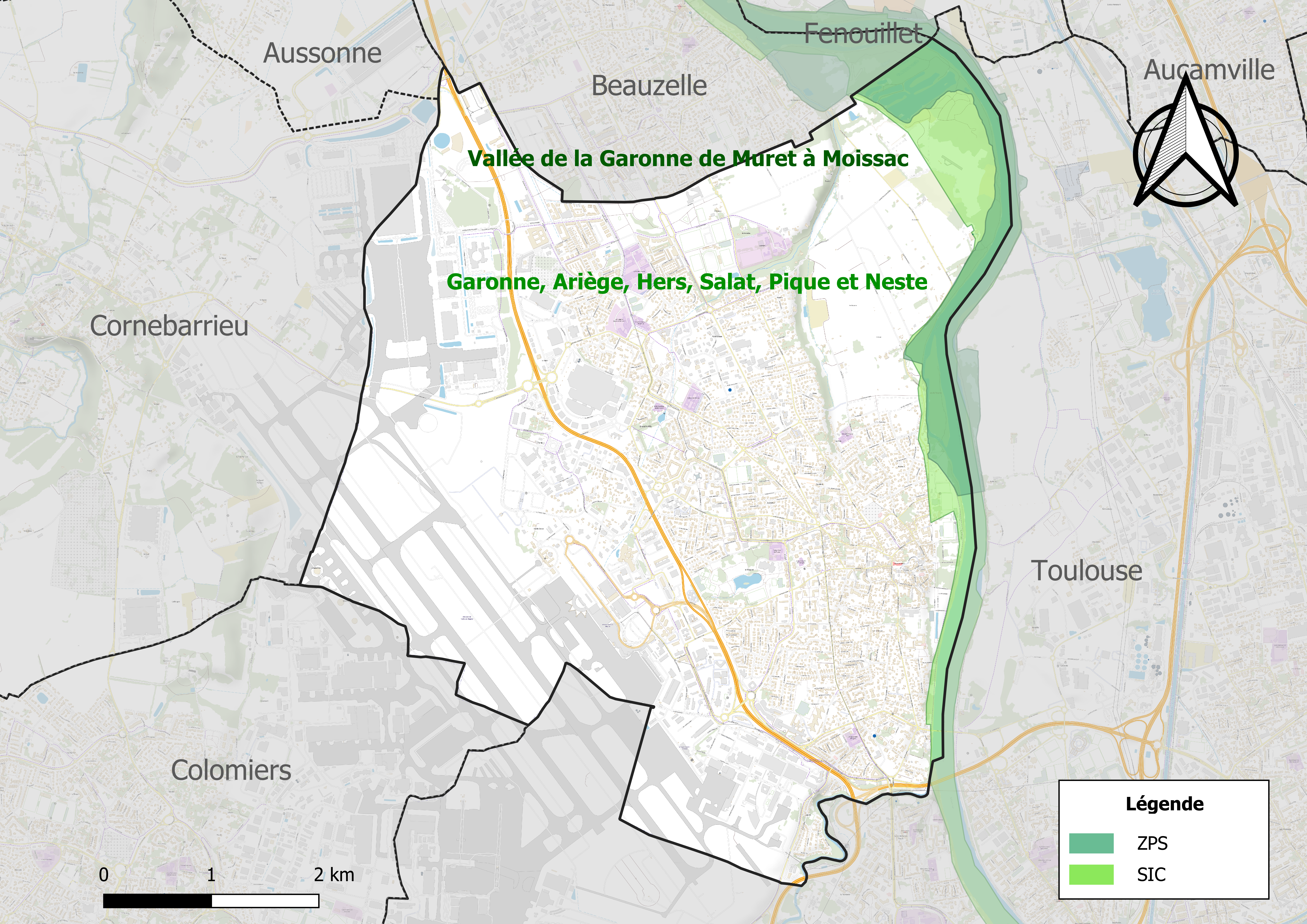
Site Natura 2000 sur le territoire communal.

Le réseau Natura 2000 est un réseau écologique européen de sites naturels d'intérêt écologique élaboré à partir des directives habitats et oiseaux, constitué de zones spéciales de conservation (ZSC) et de zones de protection spéciale (ZPS).
Un site Natura 2000 a été défini sur la commune au titre de la directive habitats.
- « Garonne, Ariège, Hers, Salat, Pique et Neste », d'une superficie de 9 581 ha, un réseau hydrographique pour les poissons migrateurs (zones de frayères actives et potentielles importantes pour le Saumon en particulier qui fait l'objet d'alevinages réguliers et dont des adultes atteignent déjà Foix sur l'Ariège[18]

et un au titre de la directive oiseaux
- la « vallée de la Garonne de Muret à Moissac », d'une superficie de 4 493 ha, hébergeant une avifaune bien représentée en diversité, mais en effectifs limités (en particulier, baisse des populations de plusieurs espèces de hérons). Sept espèces de hérons y nichent, dont le héron pourpré, ainsi que le Milan noir (avec des effectifs importants), l'Aigle botté, le Petit gravelot, la Mouette mélanocéphale, la Sterne pierregarin et le Martin-pêcheur[19].

#### Zones naturelles d'intérêt écologique, faunistique et floristique

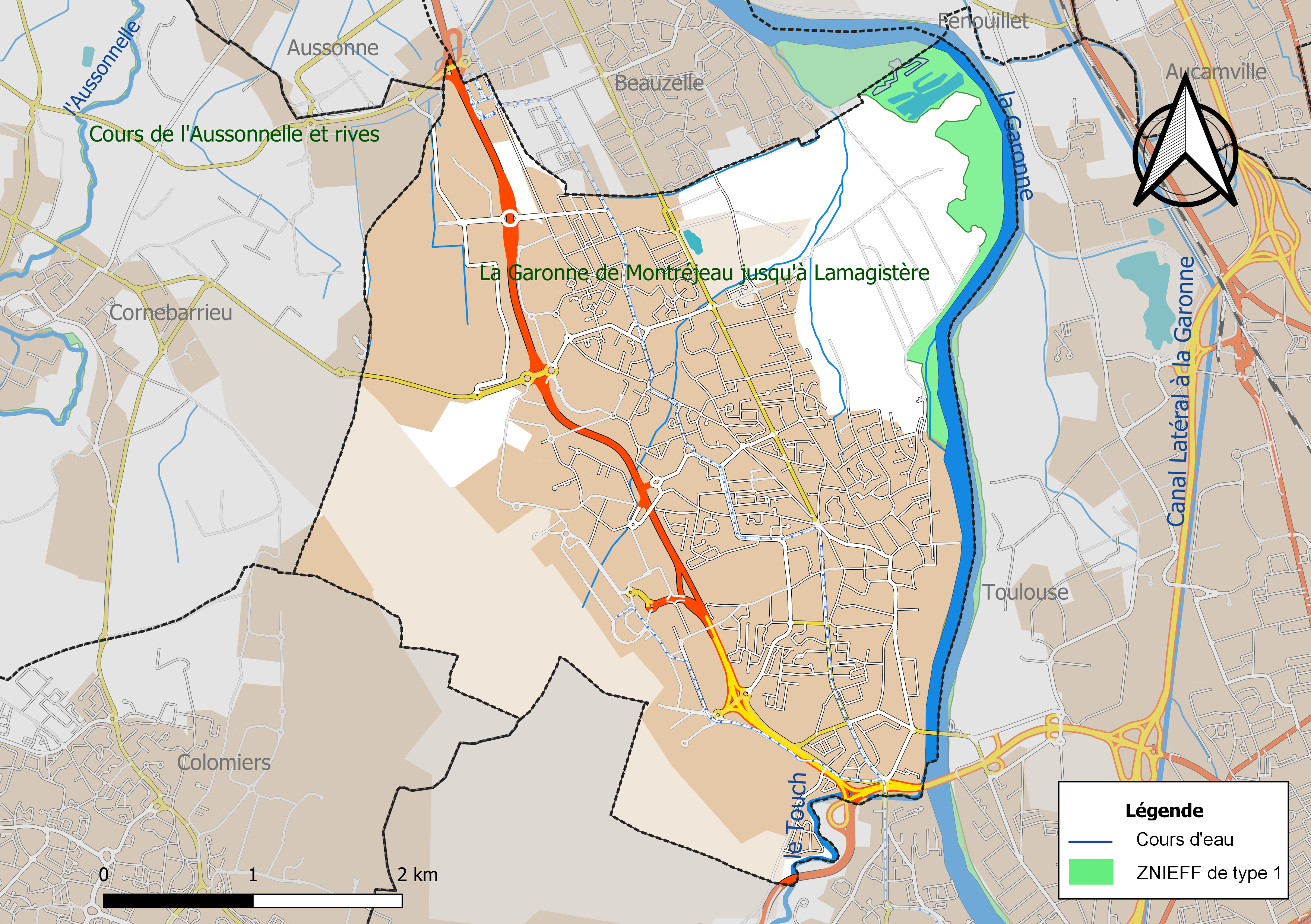
Carte des ZNIEFF de type 1 localisées sur la commune.

L’inventaire des zones naturelles d'intérêt écologique, faunistique et floristique (ZNIEFF) a pour objectif de réaliser une couverture des zones les plus intéressantes sur le plan écologique, essentiellement dans la perspective d’améliorer la connaissance du patrimoine naturel national et de fournir aux différents décideurs un outil d’aide à la prise en compte de l’environnement dans l’aménagement du territoire.
Deux ZNIEFF de type 1 sont recensées sur la commune :
« la Garonne de Montréjeau jusqu'à Lamagistère » (5 075 ha), couvrant 92 communes dont 63 dans la Haute-Garonne, trois en Lot-et-Garonne et 26 en Tarn-et-Garonne et 
« le Touch et milieux riverains en aval de Fonsorbes » (870 ha), couvrant 7 communes du département
et une ZNIEFF de type 2, : 
« la Garonne et milieux riverains, en aval de Montréjeau » (6 874 ha), couvrant 93 communes dont 64 dans la Haute-Garonne, trois en Lot-et-Garonne et 26 en Tarn-et-Garonne.

## Urbanisme

### Typologie
Au 1er janvier 2024, Blagnac est catégorisée grand centre urbain, selon la nouvelle grille communale de densité à sept niveaux définie par l'Insee en 2022.
Elle appartient à l'unité urbaine de Toulouse, une agglomération inter-départementale regroupant 81  communes, dont elle est une commune de la banlieue,,. Par ailleurs la commune fait partie de l'aire d'attraction de Toulouse, dont elle est une commune du pôle principal,. Cette aire, qui regroupe 527 communes, est catégorisée dans les aires de 700 000 habitants ou plus (hors Paris),.

### Occupation des sols

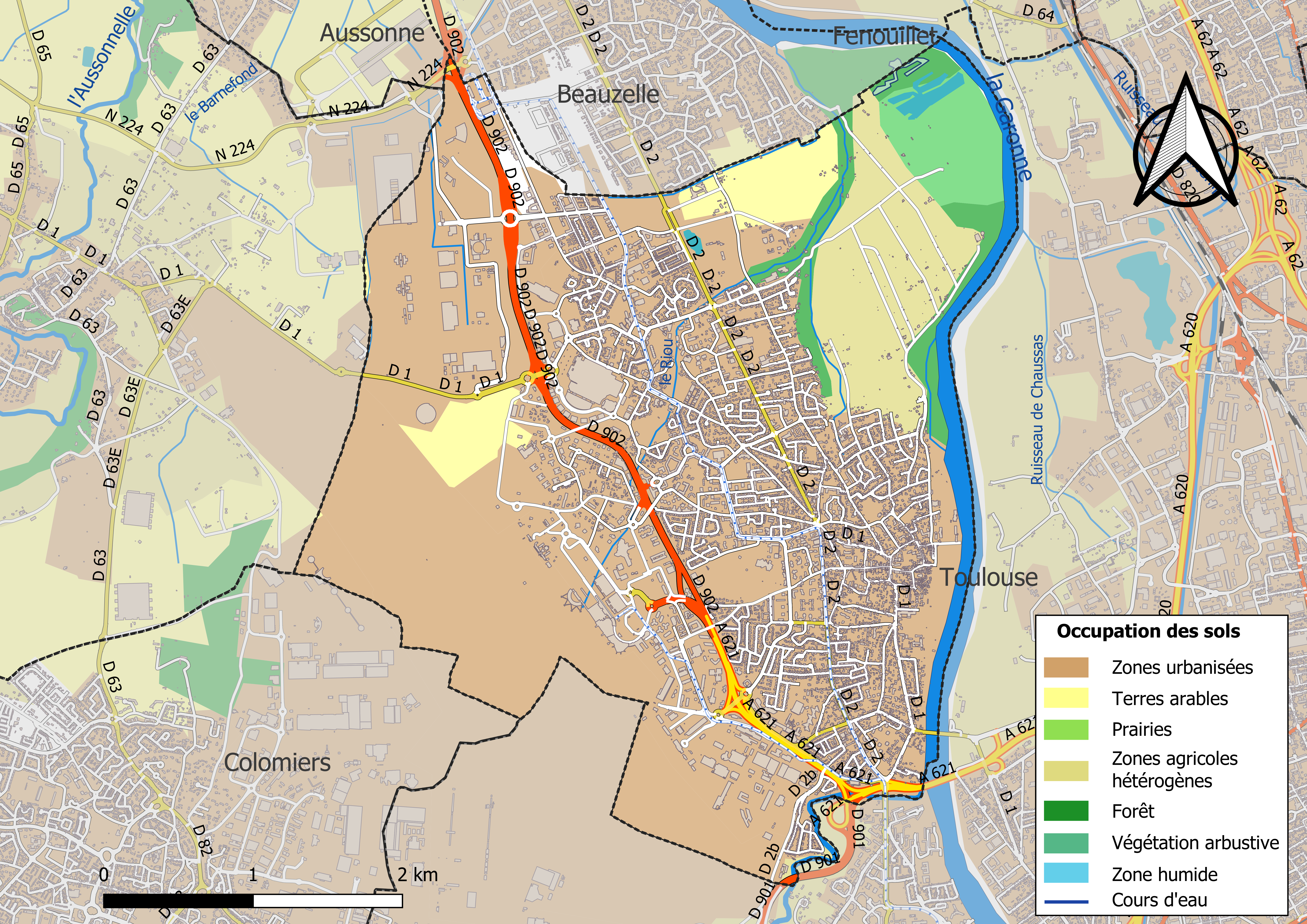
Carte des infrastructures et de l'occupation des sols de la commune en 2018 (CLC).

L'occupation des sols de la commune, telle qu'elle ressort de la base de données européenne d’occupation biophysique des sols Corine Land Cover (CLC), est marquée par l'importance des territoires artificialisés (79,1 % en 2018), en augmentation par rapport à 1990 (51,2 %). La répartition détaillée en 2018 est la suivante : 
zones industrielles ou commerciales et réseaux de communication (44,3 %), zones urbanisées (33 %), zones agricoles hétérogènes (8,1 %), terres arables (4,1 %), forêts (3,9 %), milieux à végétation arbustive et/ou herbacée (3,2 %), espaces verts artificialisés, non agricoles (1,8 %), eaux continentales (1,6 %). L'évolution de l’occupation des sols de la commune et de ses infrastructures peut être observée sur les différentes représentations cartographiques du territoire : la carte de Cassini (XVIIIe siècle), la carte d'état-major (1820-1866) et les cartes ou photos aériennes de l'IGN pour la période actuelle (1950 à aujourd'hui).

### Morphologie urbaine
Elle couvre une superficie de 16,88 km2, dont un tiers d'espaces verts, elle figure dans le palmarès 2016 du Conseil national de villes et villages fleuris de France, qui a renouvelé l'attribué trois fleurs à la commune au Concours des villes et villages fleuris.

#### Quartiers

Bureaux sur la ZAC Andromède.

Il existe 6 conseils de quartiers qui lient les habitants et les élus :
- Quartier Andromède ; (ZAC Andromède)
- Quartier Centre ;
- Quartier Grand Noble ;
- Quartier Grenade-Les Prés ;
- Quartier Odyssud ; (Odyssud espace culturel)
- Quartier Sud.

### Logement
En 2014, le nombre total de logements dans la commune était de 11 758, alors qu'il était de 10 719 en 2009.
Parmi ces logements, 95,3 % étaient des résidences principales, 1,5 % des résidences secondaires et 3,2 % des logements vacants. Ces logements étaient pour 36,8 % d'entre eux des maisons individuelles et pour 63 % des appartements.
La proportion des résidences principales, propriétés de leurs occupants était de 49,3 %, en légère baisse par rapport à 2009 (50,2 %). La part de logements HLM loués vides était de 20 % contre 17,3 %, leur nombre étant en hausse : 2 237 contre 1 777.

### Voies de communications et transports

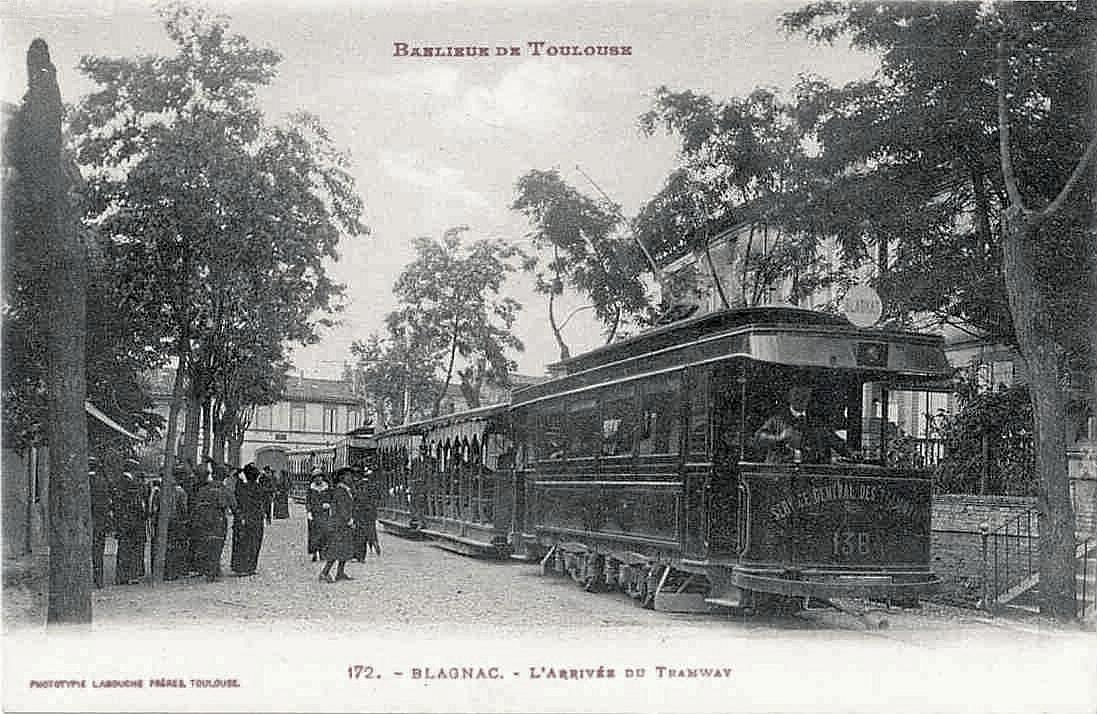
L'arrivée du tram à Blagnac (vers 1910).

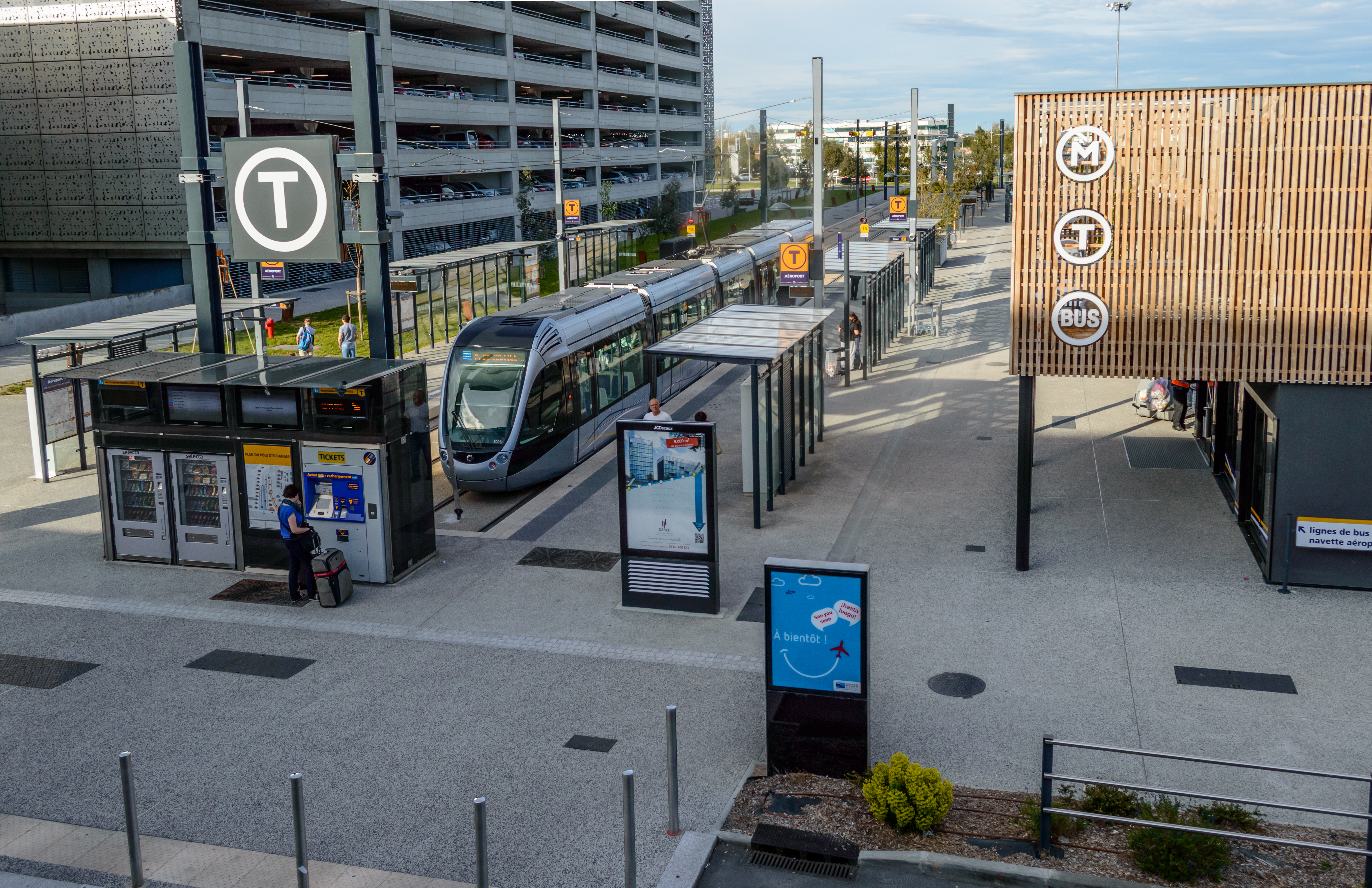
Terminus de la ligne T2 du tramway à l'aéroport.

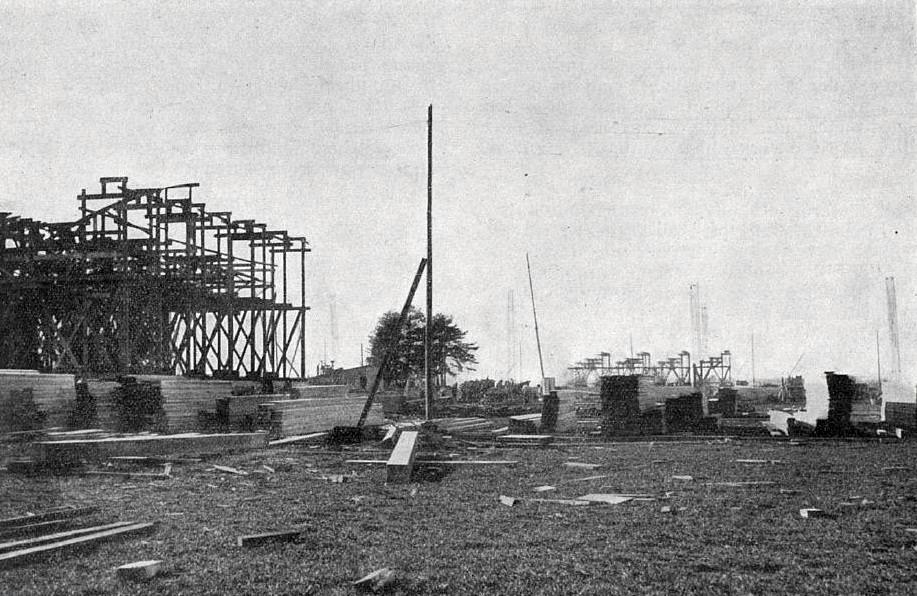
Le nouvel aéroport en construction, en février 1939.

Entrée de l’aéroport de Toulouse-Blagnac en 2006.

La commune accueille l'aéroport de Toulouse-Blagnac, où transitent plus de 9 millions de passagers par an (en 2017). On peut dire que c'est l'une des principales portes d’entrées de la région Occitanie.

#### Voies routières
Blagnac est accessible depuis Toulouse par l'autoroute A621, puis par la route métropolitaine 902, aussi appelée Voie Lactée, qui est une voie rapide desservant l'ensemble de la commune. Elle relie Beauzelle au nord à l'autoroute A621 (aussi appelé Fil d'Ariane) au sud, pour ensuite accéder à l'aéroport et au périphérique de Toulouse. La Voie Lactée compte au total quatre sorties, toutes situées sur Blagnac, et qui permettent d'accéder au centre-ville, à la zone commerciale ou encore aux zones industrielles et aéroportuaires.
La commune est également traversée par la route métropolitaine 1, qui relie Mondonville aux Sept Deniers, à Toulouse, et aussi par la route métropolitaine 2 (route de Grenade), qui relie Purpan (à Toulouse) jusqu'à Grenade.

#### Transports en commun
Plusieurs dessertes de bus urbains (Tisséo), interurbains (réseau Arc-en-Ciel) et de navettes communales permettent de relier les quartiers d’habitat, les secteurs commerciaux et d’activités économiques à la ville centre.
Depuis décembre 2010, Blagnac est desservie par la ligne T1 du tramway de Toulouse, qui est relié au métro toulousain à la station Arènes, sur la ligne A. Depuis décembre 2013, le tramway est prolongé jusqu'à la station Palais-de-Justice, sur la ligne B. Blagnac était d'ailleurs déjà desservi, à la fin du XIXe siècle, par l'ancien tramway de Toulouse. Depuis avril 2015, c'est l'aéroport de Toulouse-Blagnac qui est desservi par la ligne T2 du tramway.
La commune est desservie par les lignes du réseau Tisséo suivantes :
- La ligne   part du MEETT à  Aussonne jusqu'au métro toulousain à la station Palais-de-Justice en traversant Blagnac du nord au sud.
- La ligne   part de l'Aéroport de Toulouse-Blagnac jusqu'au métro toulousain à la station Palais-de-Justice en traversant la zone aéroportuaire au sud de la ville. Ligne T2 est fermée depuis juin 2023 et sa réouverture est prévue pour 2026.
- La ligne 74 part de la station de tramway Andromède-Lycée jusqu'à Mondonville.
- La ligne 30 part de l'aéroport de Toulouse-Blagnac jusqu'au MEETT en desservant la zone aéroportuaire.
- La ligne 70 part de la station de métro Jeanne d'Arc jusqu'à Aéroconstellation. Intra muros, l'arrêt 'Buches' est en fait, dans la rue du même nom, le surnom donné -au singulier- durant les années 1900 au maraîcher Bonnel.
- La ligne 71 part de Seith passe par la station de tramway Andromède-Lycée et part ensuite jusqu'à Aussonne.
- La ligne 130 part de la station de tramway Andromède-Lycée jusqu'au centre commercial de Fenouillet.
- La navette Aéroport de l'aéroport international de Toulouse-Blagnac jusqu'à la gare routière de Toulouse.

Les lignes 362, 369, 373 et 388 du réseau Arc-en-Ciel desservent également la commune depuis la gare routière de Toulouse vers le nord-ouest de la Haute-Garonne (Grenade, Cadours...).
La ville de Blagnac fait également fonctionner une petite navette, « La Caouéquine », qui relie la station de tramway Pasteur-Mairie de Blagnac et l’hôtel de ville. La mairie gère aussi un service de transport à la demande (TAD).

### Risques naturels et technologiques
Du fait de sa proximité avec la Garonne, Blagnac est concerné par un risque important d'inondations.
Il n'y a pas de risques technologiques sur la commune, même si on compte des sites industriels à proximité directe, sur Toulouse ou Fenouillet entre autres.
La centrale nucléaire de Golfech est également située à moins d'une centaine de kilomètres, ce qui représente un risque.
En 1903 les villageois s'opposèrent farouchement à l'installation d'une usine de sulfate d'ammoniaque, puis également à celle d'une usine d'engrais à Beauzelle, commune limitrophe, et enfin à celle d'une ligne à haute tension sur leur commune après-guerre.

## Toponymie
Ses habitants sont appelés les Blagnacais ou 'Caouecs'. À l'orée du XXe siècle, Blagnac produisait jusqu'à 1 500 tonnes de carottes l'hiver -allant même jusqu'à être distribuées aux colonies-, ainsi que beaucoup de choux, de poireaux et de salades. Au petit matin, les maraichers apportaient tous les deux jours leurs récoltes aux marchés toulousains places Arnaud-Bernard et Saint-Cyprien. Leurs carrioles étaient éclairées par deux lanternes, faisant de fait dire sur leur chemin en gascon « on dirait des yeux de chouettes dans la nuit », chouette se disant ainsi Caouecs; le 'patronyme' de Caouec désigna aussi par la suite et par extension toutes les personnes ayant grandi à Blagnac.
Nos carottes régalent le monde entier, disaient encore avec fierté les habitants du village dans les années 1900.
Au milieu des années 2010, le petit transport gratuit sans portes instauré essentiellement pour les personnes âgées dans le centre de la ville portait le surnom de 'Caouecquine', avant de faire place à un minibus plus adapté et plus confortable.

## Histoire

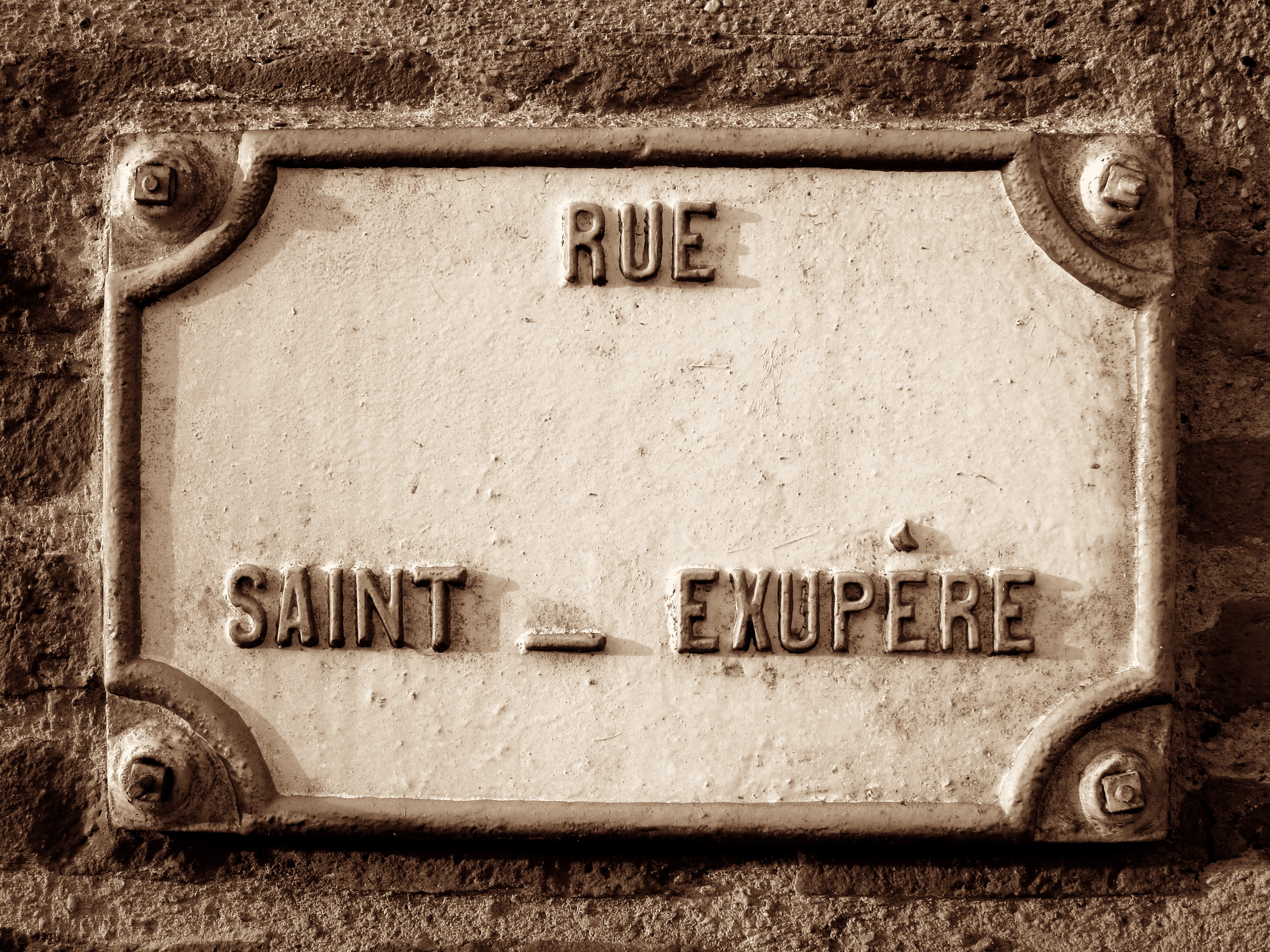
Plaque de la rue Saint-Exupère.

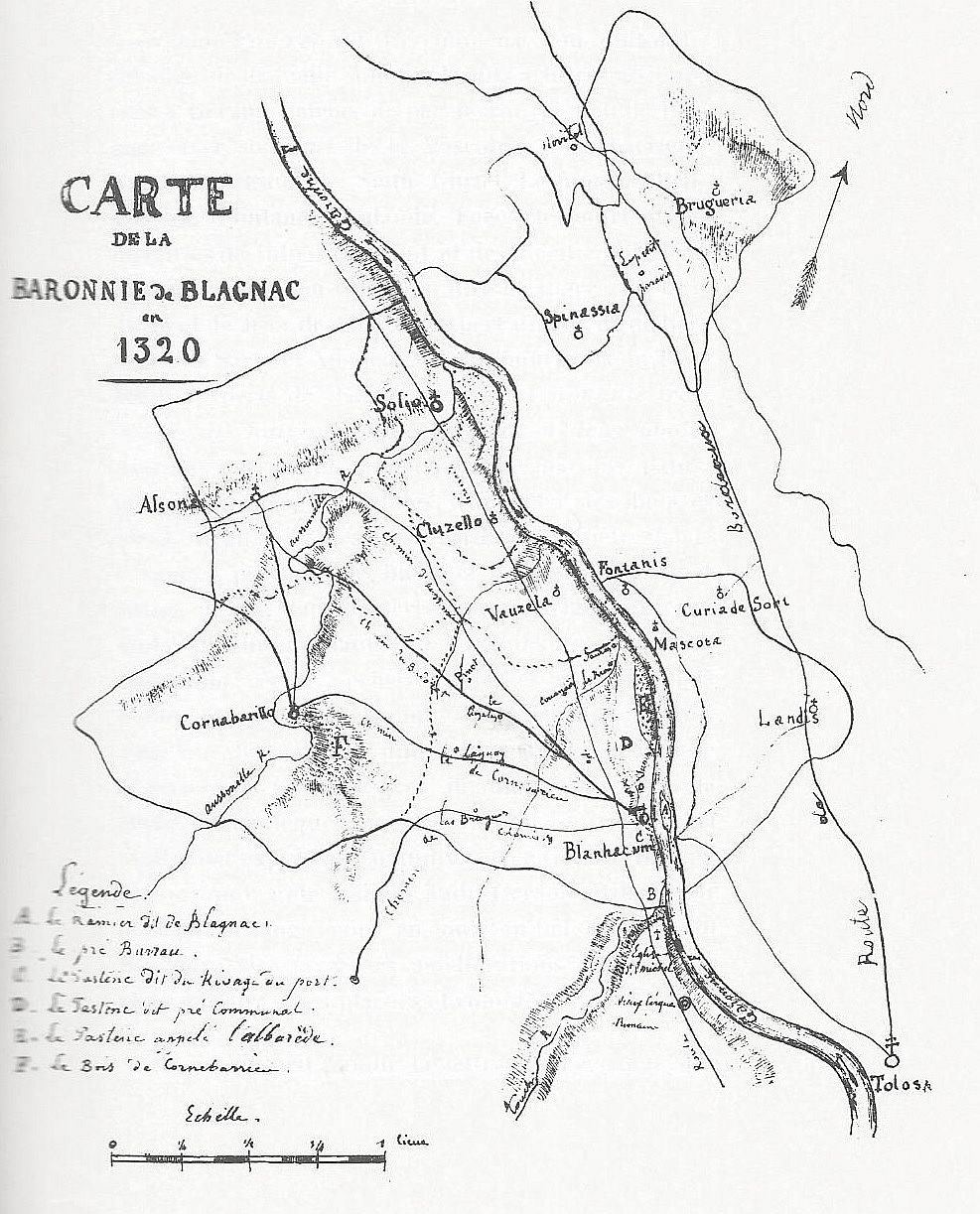
La Baronnie de Blagnac en 1320.

Le passé le plus ancien de Blagnac n’est connu que par l’archéologie ; celle-ci révèle la présence des hommes de la préhistoire, des Celtes et des Gallo-Romains. La tradition veut que saint Exupère, sixième évêque de Toulouse, ait choisi Blagnac comme lieu de repos, y soit mort et y ait été enseveli, vers 415. Au cours du VIe siècle, sa tombe est redécouverte et ses restes transportées à Saint-Sernin de Toulouse. C’est aux chanoines de cette même église que le comte de Toulouse attribue Blagnac en 1100. Le site aéronautique aménagé pour l’Airbus 380 en 2001 a été occupé dès le Paléolithique (bifaces, galets de Garonne travaillés), au Néolithique et à l’âge de bronze (amphores, puits), aux IIe et Ier siècles avant J.-C. (ferme gauloise).

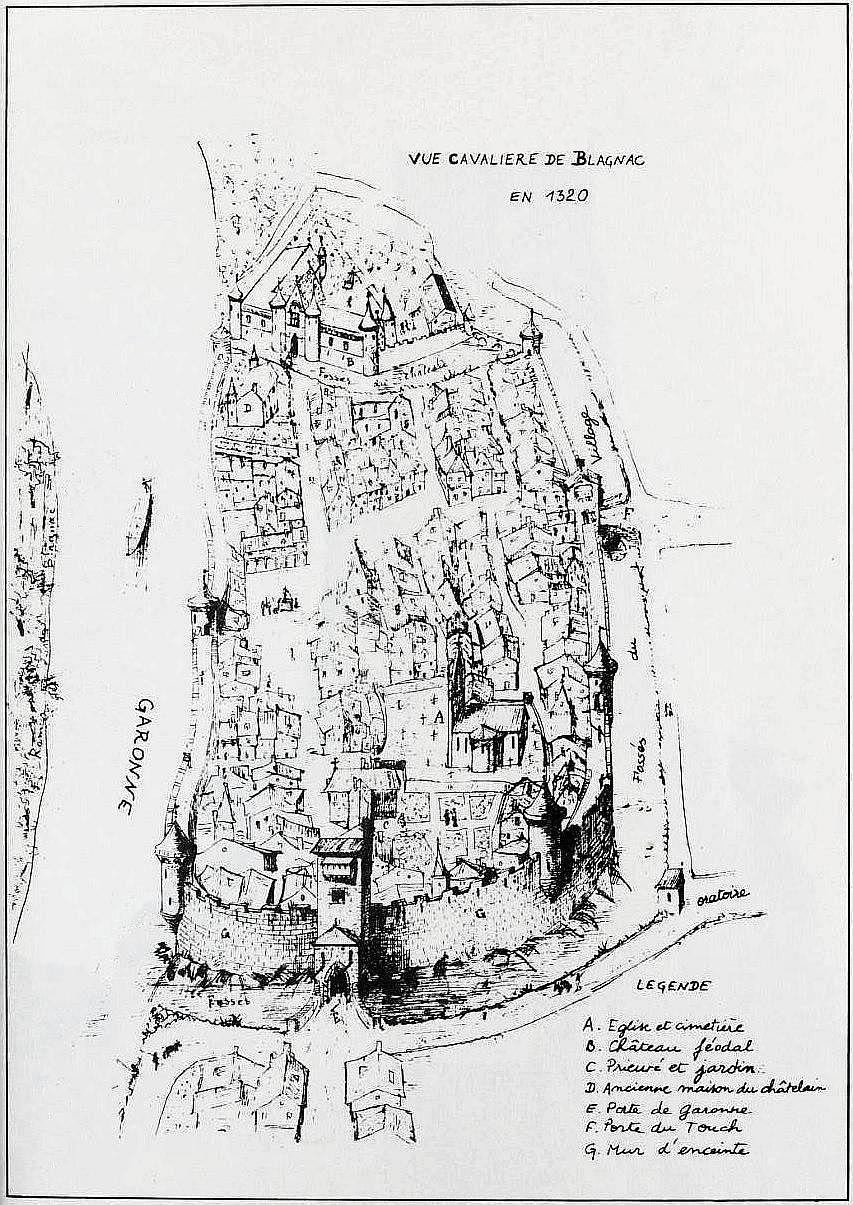
Vue cavalière de Blagnac en 1320.

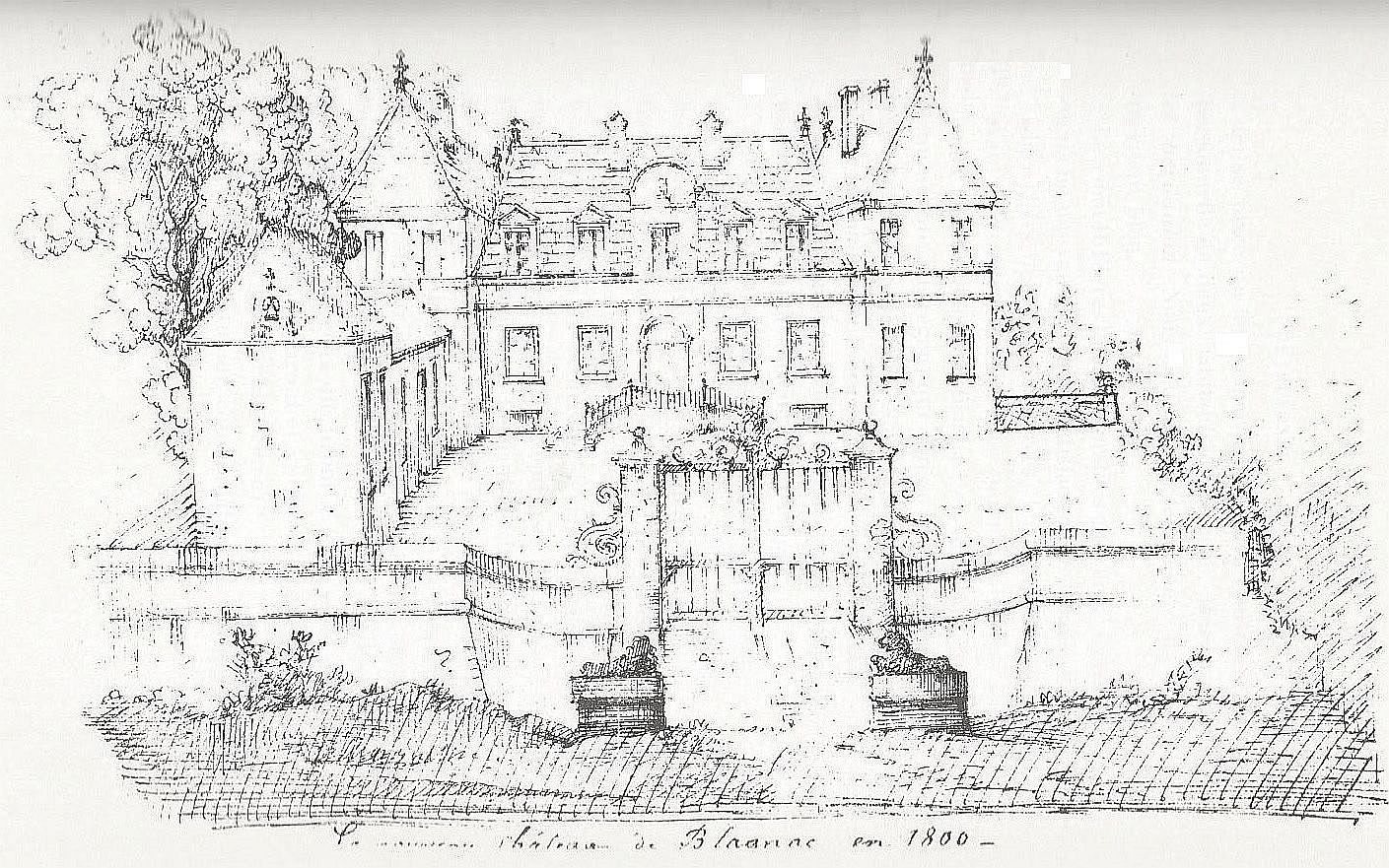
Le nouveau château en 1800.

À la suite de la croisade des albigeois, Blagnac entre dans le domaine royal en 1270 puis est cédé par Philippe le Bel à Géraud Balène, chevalier quercinois, en 1307. À cette date, Blagnac est le chef-lieu d’une seigneurie qui s’étend de part et d’autre de la Garonne sur une douzaine de villages. Vers la fin du XIVe siècle, la seigneurie passe pour trois cents ans aux mains des Devoisins qui s’affirment clairement barons de Blagnac. Les derniers barons sont les Amieu au XVIIIe siècle, jusqu’à la Révolution de 1789.
Chaque année, ces seigneurs choisissent quatre consuls parmi la population. Ceux-ci ont en charge les « affaires » de la communauté un peu comme le conseil municipal actuel.
Le château bâti au sud près du fossé et du rempart entourant le village est détruit pendant les guerres de Religion et reconstruit au nord, place de la Fontcouverte. Il est difficile de se le représenter car le Blagnacais qui l’a acheté à Claude Amieu en 1790, l’a transformé.

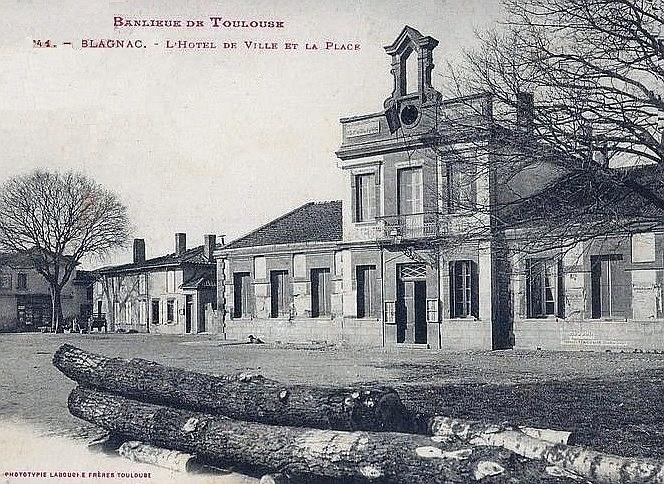
L'ancien hôtel de ville de Blagnac (vers 1910).

Blagnac, agréable village à proximité de Toulouse, attire les riches notables dits « bientenants » : Capitouls, parlementaires, juges et autres hommes de loi, gros commerçants… Ils acquièrent des biens fonciers sur le territoire blagnacais et font construire de belles demeures ou des châteaux : Maniban, Ferradou, Uzou, Carrière…
Un fait marquant a lieu le 17 juin 1790. En effet, l’arrestation à Blagnac du comte Pierre-Joseph de Toulouse-Lautrec, député de Castres à l’Assemblée nationale constituante est à l’origine de la loi sur l’immunité parlementaire adoptée le 26 juin 1790. Ce décret est toujours en vigueur.
En septembre 1937, l'abbé Amouroux prêtre de la paroisse est tué sur le coup dans un accident d'autobus sur la commune (une vingtaine de pèlerins blessés), après avoir heurté un bec de gaz, puis un arbre et un poteau télégraphique.
Le vendredi 25 juin 1965 le cosmonaute Youri Gagarine vient en personne depuis Paris (où il était l'invité du salon du Bourget) en Caravelle (pilotée par Léopold Galy) avec une délégation soviétique, pour visiter durant près de trois heures les précédentes usines blagnacaises de Sud-Aviation, où se concrétisait alors le projet Concorde (les Russes venant tout juste de démarrer celui de leur propre supersonique, le Tupolev 144). Le même jour, la délégation se restaura à Saint-Martin-du-Touch, commune à l'époque limitrophe, ensuite rattachée à Toulouse. En juin 1969, l'astronaute David Scott visita à son tour le complexe aérospatial de Lespinet, et Sud-Aviation, après être passé aux Dossiers de l'écran et avoir revisité une seconde fois le salon du Bourget.
Aujourd’hui, le centre historique autour de l’église dédiée à Saint Pierre a été conservé et mis en valeur. L’urbanisation s’étend du pont qui a remplacé le bac en 1840 jusqu’à Beauzelle. Le tout récent éco-quartier d’Andromède se développe près des usines modernes d’Airbus qui font en grande partie la renommée de Blagnac.

## Politique et administration

### Tendances politiques et résultats
Blagnac semble être une commune avec une sensibilité de gauche.
À titre d'exemple, lors de l'élection présidentielle de 2017, à Blagnac, au premier tour, c'est Emmanuel Macron qui l'avait emporté avec 30,56 % des voix, suivi par Jean-Luc Mélenchon avec 24,28 % des voix et par François Fillon avec 15,80 % des voix. Au second tour, c'est Emmanuel Macron qui l'avait largement emporté avec 78,22 % des voix face à Marine Le Pen.

### Administration municipale
Le nombre d'habitants au recensement de 2017 étant compris entre 20 000 habitants et 29 999 habitants, le nombre de membres du conseil municipal pour l'élection de 2020 est de trente-cinq,.
Le maire est entouré d'un conseil municipal de 35 élu(e)s dont 13 adjoint(e)s.

### Liste des maires

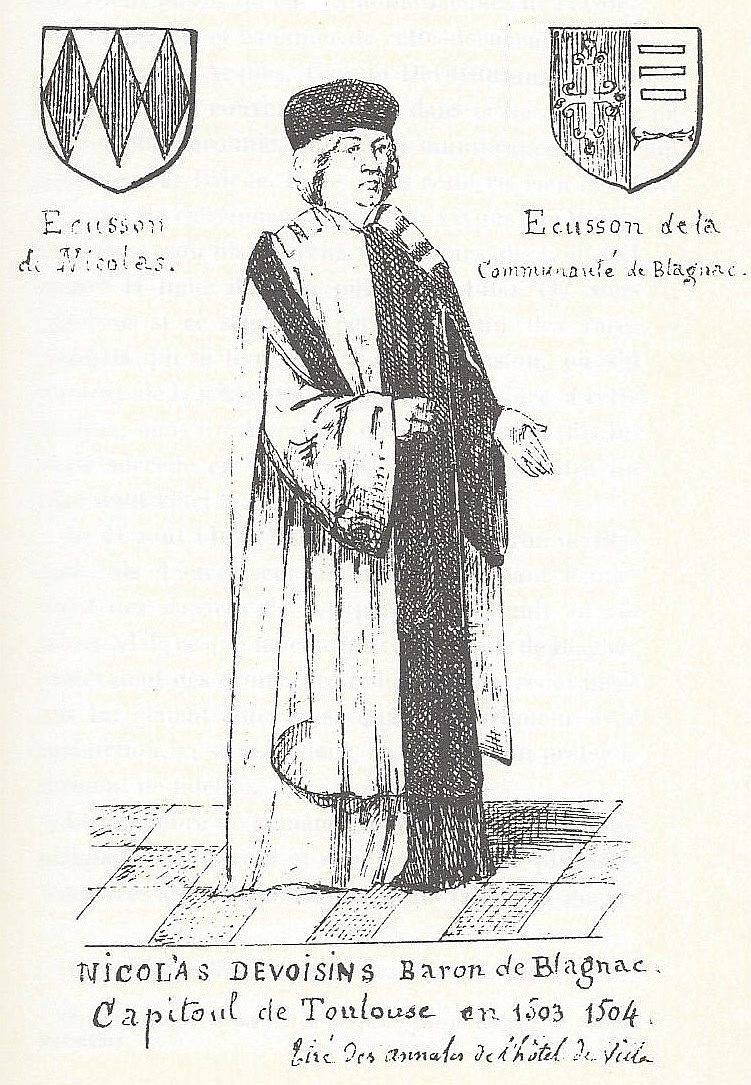
Le Baron de Blagnac Nicol'as Devoisins, ici en tenue de capitoul en 1503 (Archives de l'Hôtel de ville).

### Rattachements administratifs et électoraux
Blagnac fait partie du canton de Blagnac, dont il est le bureau centralisateur. La commune est également rattachée à l'arrondissement de Toulouse.
La ville fait également partie de la première circonscription de la Haute-Garonne, qui compte essentiellement Toulouse et une petite partie de sa banlieue ouest.
Enfin, Blagnac est membre de Toulouse Métropole.

### Politique environnementale
Dans l'ancien temps (à la Belle Époque), les égouts du village s'épanchaient en serpentant dans un petit canal instauré au parc du Ramier.
La ville a engagé une politique de développement durable en lançant une démarche d'Agenda 21 en 2009.
La collecte et le traitement des déchets des ménages et des déchets assimilés ainsi que la protection et la mise en valeur de l'environnement se font dans le cadre de la métropole de Toulouse Métropole.
Il y a aussi un écoquartier sur la commune, celui de la ZAC Andromède.

### Finances locales

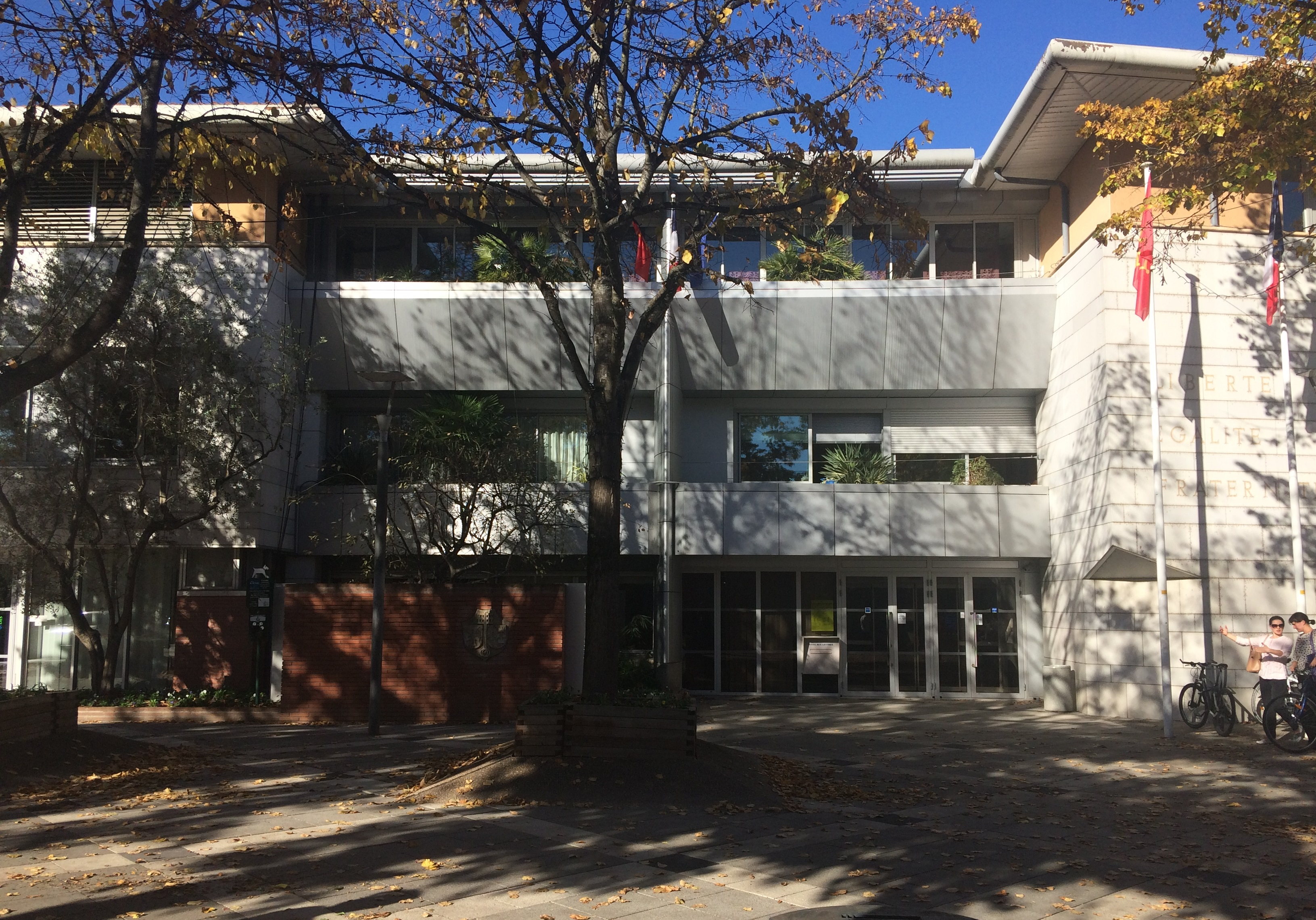
L'actuelle mairie de Blagnac.

Cette sous-section présente la situation des finances communales de Blagnac.
Pour l'exercice 2013, le compte administratif du budget municipal de Blagnac s'établit à 91 947 000 € en dépenses et 91 346 000 € en recettes :
En 2013, la section de fonctionnement se répartit en 61 366 000 € de charges (2 774 € par habitant) pour 73 701 000 € de produits (3 332 € par habitant), soit un solde de 12 335 000 € (558 € par habitant), :
- le principal pôle de dépenses de fonctionnement est celui des charges de personnels[Note 11] pour une somme de 31 881 000 € (52 %), soit 1 441 € par habitant, ratio supérieur de 97 % à la valeur moyenne pour les communes de la même strate (733 € par habitant). En partant de 2009 et jusqu'à 2013, ce ratio augmente de façon continue de 1 298 € à 1 441 € par habitant ;
- la plus grande part des recettes est constituée des impôts locaux[Note 12] pour une valeur totale de 26 814 000 € (36 %), soit 1 212 € par habitant, ratio supérieur de 118 % à la valeur moyenne pour les communes de la même strate (556 € par habitant). En partant de 2009 et jusqu'à 2013, ce ratio augmente de façon continue de 967 € à 1 212 € par habitant.

Les taux des taxes ci-dessous sont votés par la municipalité de Blagnac. Ils ont varié de la façon suivante par rapport à 2012 :
- la taxe d'habitation constante 6,54 % ;
- la taxe foncière sur le bâti constante 32,72 % ;
- celle sur le non bâti sans variation 86,55 %.

La section investissement se répartit en emplois et ressources. Pour 2013, les emplois comprennent par ordre d'importance :
- des dépenses d'équipement[Note 14] pour une somme de 29 292 000 € (96 %), soit 1 324 € par habitant, ratio supérieur de 249 % à la valeur moyenne pour les communes de la même strate (379 € par habitant). En partant de 2009 et jusqu'à 2013, ce ratio fluctue et présente un minimum de 477 € par habitant en 2010 et un maximum de 1 324 € par habitant en 2013 ;
- des remboursements d'emprunts[Note 15] pour une valeur de 145 000 € (des sommes plus faibles), soit 7 € par habitant, ratio inférieur de 93 % à la valeur moyenne pour les communes de la même strate (96 € par habitant).

Les ressources en investissement de Blagnac se répartissent principalement en :
- subventions reçues pour une somme de 1 635 000 € (9 %), soit 74 € par habitant, ratio voisin de la valeur moyenne de la strate. Depuis 5 ans, ce ratio fluctue et présente un minimum de 48 € par habitant en 2011 et un maximum de 254 € par habitant en 2009 ;
- fonds de Compensation pour la TVA pour une valeur de 1 454 000 € (8 %), soit 66 € par habitant, ratio supérieur de 65 % à la valeur moyenne pour les communes de la même strate (40 € par habitant).

L'endettement de Blagnac au 31 décembre 2013 peut s'évaluer à partir de trois critères : l'encours de la dette, l'annuité de la dette et sa capacité de désendettement :
- l'encours de la dette pour une somme de 7 671 000 €, soit 347 € par habitant, ratio inférieur de 68 % à la valeur moyenne pour les communes de la même strate (1 092 € par habitant). Pour la période allant de 2009 à 2013, ce ratio diminue de façon continue de 482 € à 347 € par habitant[A2 5] ;
- l'annuité de la dette pour une valeur totale de 153 000 €, soit 7 € par habitant, ratio inférieur de 95 % à la valeur moyenne pour les communes de la même strate (133 € par habitant). Sur la période 2009 - 2013, ce ratio diminue de façon continue de 82 € à 7 € par habitant[A2 5] ;
- la capacité d'autofinancement (CAF) pour 15 049 000 €, soit 680 € par habitant, ratio supérieur de 295 % à la valeur moyenne pour les communes de la même strate (172 € par habitant). En partant de 2009 et jusqu'à 2013, ce ratio fluctue et présente un minimum de 680 € par habitant en 2013 et un maximum de 827 € par habitant en 2010[A2 6]. La capacité de désendettement est de moins d'un an en 2013. Sur une période de 14 années, ce ratio est constant et faible (inférieur à 4 ans)

### Instances judiciaires et administratives

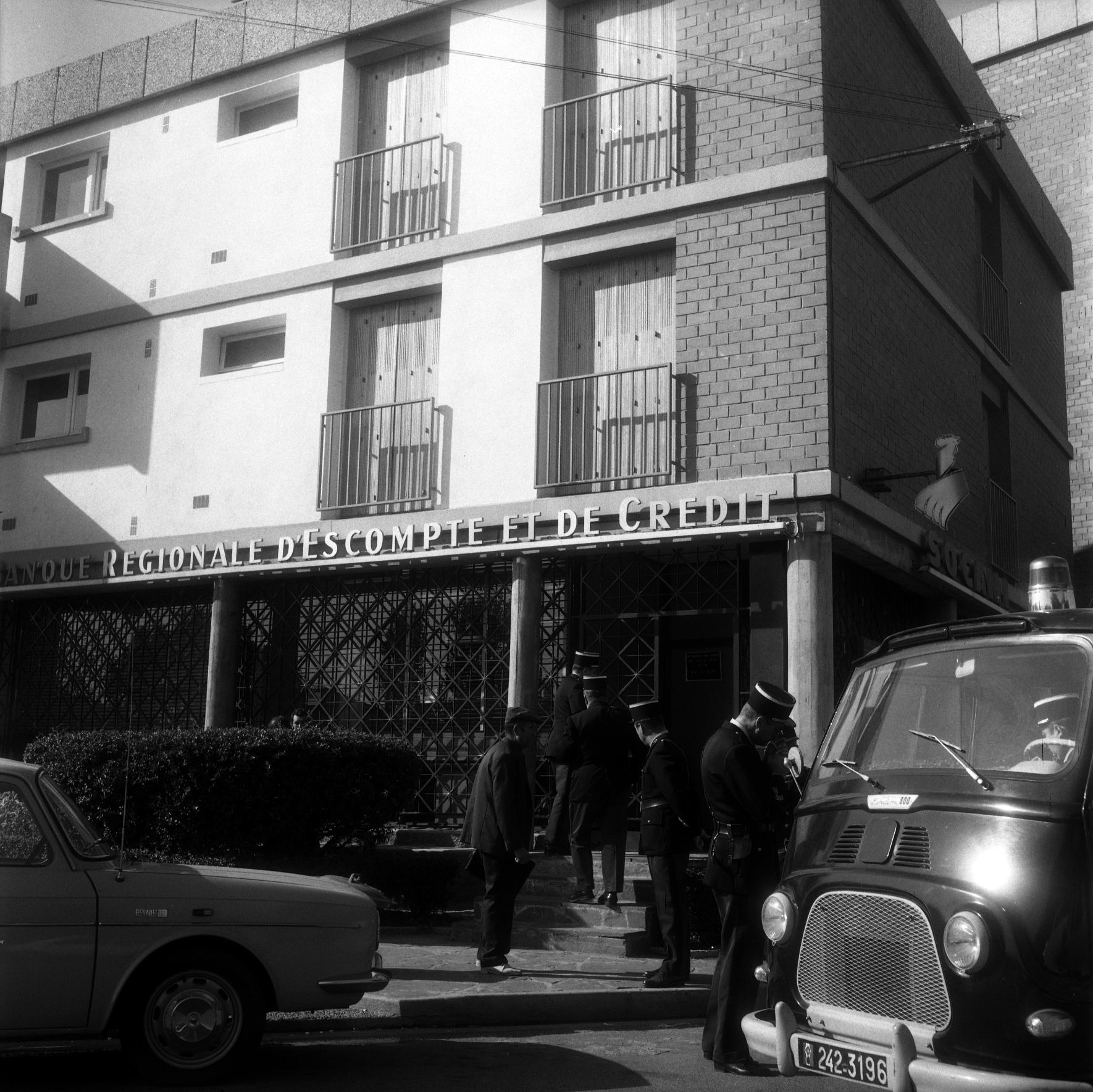
Hold-up de la BREC place du Corps-Franc-Pomiès (octobre 1971).

Les juridictions compétentes pour la commune de Blagnac sont le tribunal d'instance de Toulouse, le tribunal de grande instance de Toulouse, la cour d'appel de Toulouse, le tribunal pour enfants de Toulouse, le conseil de prud'hommes de Toulouse, le tribunal de commerce de Toulouse, le tribunal administratif de Toulouse et la cour administrative d'appel de Bordeaux.

### Jumelages
| Blagnac Pomigliano d'Arco Buxtehude |

Au 7 février 2018, Blagnac est jumelée avec :
- Buxtehude (Allemagne) ;
- Pomigliano d'Arco (Italie).

## Population et société

### Démographie
| 1793  | 1800  | 1806  | 1821  | 1831  | 1836  | 1841  | 1846  | 1851  |
| ----- | ----- | ----- | ----- | ----- | ----- | ----- | ----- | ----- |
| 1 118 | 1 062 | 1 252 | 1 416 | 1 436 | 1 538 | 1 597 | 1 680 | 1 681 |

| 1856  | 1861  | 1866  | 1872  | 1876  | 1881  | 1886  | 1891  | 1896  |
| ----- | ----- | ----- | ----- | ----- | ----- | ----- | ----- | ----- |
| 1 652 | 1 683 | 1 729 | 1 741 | 1 831 | 1 909 | 1 897 | 1 866 | 1 791 |

| 1901  | 1906  | 1911  | 1921  | 1926  | 1931  | 1936  | 1946  | 1954  |
| ----- | ----- | ----- | ----- | ----- | ----- | ----- | ----- | ----- |
| 1 786 | 1 756 | 1 880 | 1 791 | 1 975 | 2 103 | 2 360 | 2 754 | 3 543 |

| 1962  | 1968  | 1975   | 1982   | 1990   | 1999   | 2006   | 2011   | 2016   |
| ----- | ----- | ------ | ------ | ------ | ------ | ------ | ------ | ------ |
| 5 320 | 8 417 | 11 651 | 14 929 | 17 209 | 20 586 | 21 199 | 22 217 | 24 288 |

| 2021   | 2022   | - | - | - | - | - | - | - |
| ------ | ------ | - | - | - | - | - | - | - |
| 26 466 | 27 314 | - | - | - | - | - | - | - |

| selon la population municipale des années : | 1968 | 1975 | 1982 | 1990 | 1999 | 2006 | 2009 | 2013 |
| Rang de la commune dans le département      | 5    | 5    | 4    | 4    | 5    | 5    | 5    | 5    |
| Nombre de communes du département           | 592  | 582  | 586  | 588  | 588  | 588  | 589  | 589  |

### Enseignement

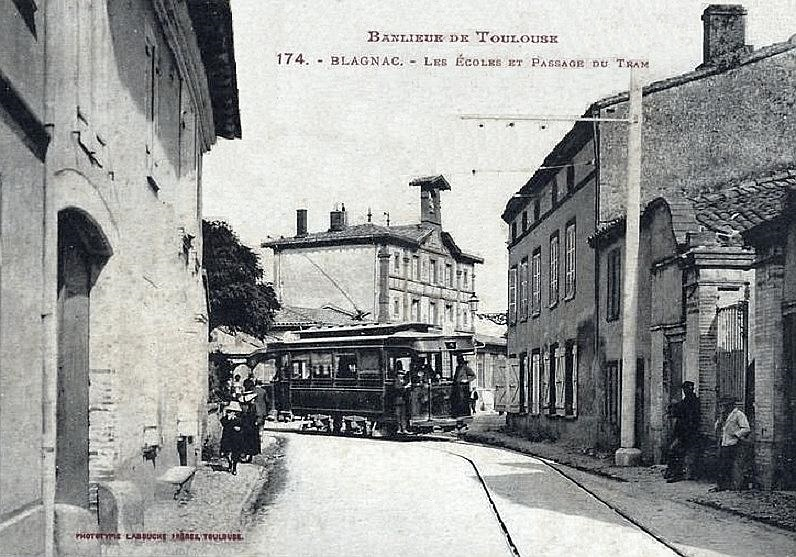
Le tram devant les écoles de 1910.

Blagnac compte deux collèges publics : le collège Jean Mermoz et le collège Henri Guillaumet, et un collège privé : l'établissement du Ferradou. La commune compte également un lycée public : le lycée polyvalent Saint-Exupéry, et un lycée privé : l'établissement du Ferradou.
On compte aussi sur Blagnac l’Institut universitaire de technologie de Blagnac, qui est un IUT en Informatique, réseaux et télécommunications, maintenance aéronautique et 2A2M (unique en France car département en expérimentation).
À Blagnac il y a aussi l'Airbus Training Centre Europe, qui est un centre de formation d'Airbus permettant la formation des pilotes de ligne, des ingénieurs et des techniciens.
Enfin, il y a le Centre de formation et d’apprentissage AFACES : Commerce, Informatique et Services.

### Manifestations culturelles et sportives

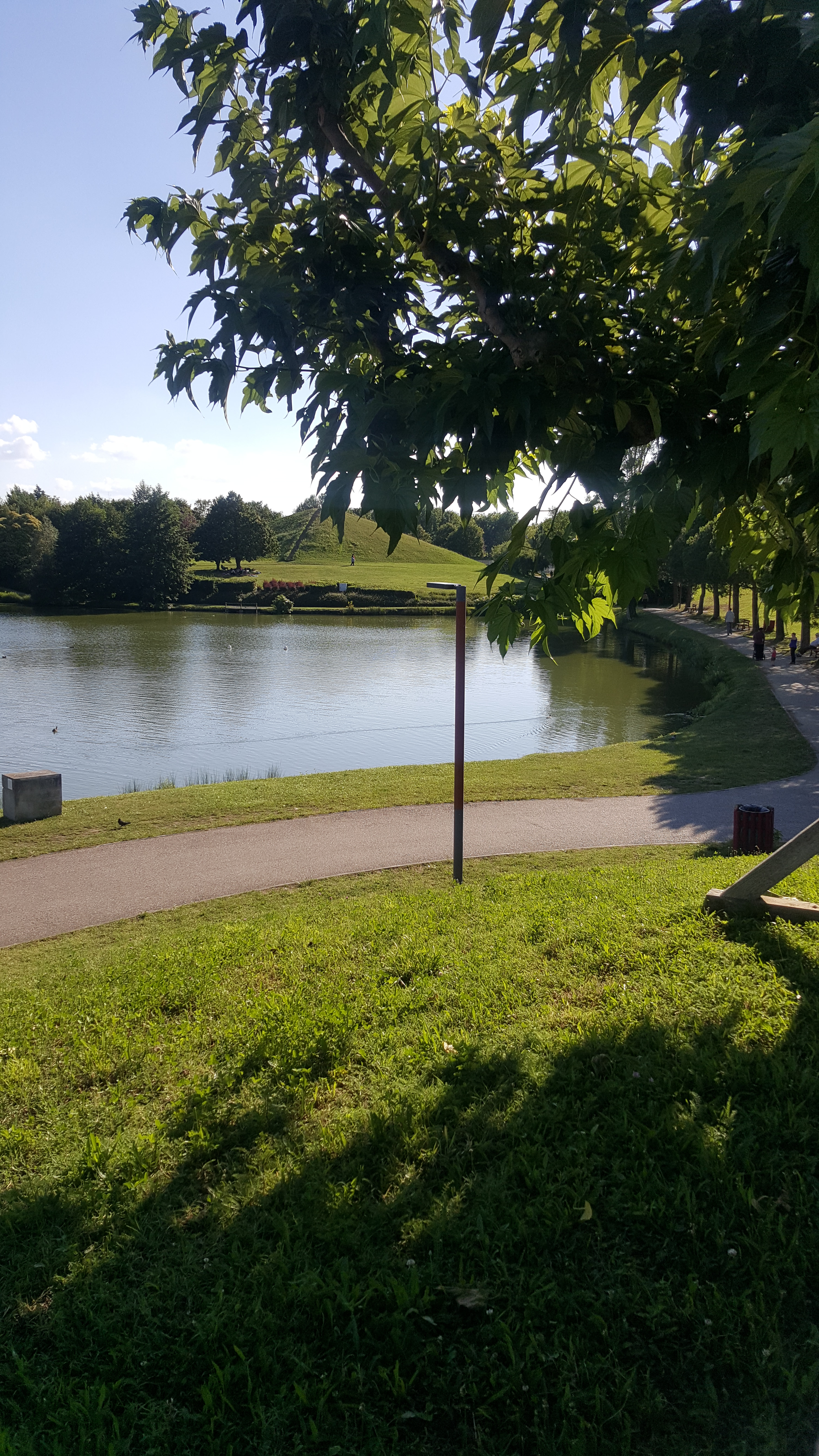
Le parc Odyssud de 16 ha, autour du lac du Ritouret.

Établissements d'enseignement artistique (conservatoire de musique, école de danse, ateliers d'art), de diffusion (Odyssud, médiathèque, ludothèque, ciné Rex, salles d'exposition),
et une action culturelle variée permettent aux Blagnacais de vivre la culture au quotidien.
- Base de loisirs du Ramier.
- Musée aéronautique Aeroscopia.

Il y a aussi plusieurs associations sur la commune : 
- Association des Donneurs de Sang et Secouristes Bénévoles de la ville de Blagnac (ADSSB)[53].
- Association Unité Mobile de Premiers Secours de Haute-Garonne (UMPS31), assurant des dispositifs prévisionnels de premiers secours sur Blagnac et dans le département.
- Blagnac Braderie[54], association bénévole pour la vente biannuelle à petit prix d'articles de puériculture, jouets et vêtements.
- Réseau Social Solidaire de Blagnac[55], association de bénévoles intervenant auprès de publics fragiles pour recréer du lien social. Publics ciblés: personnes âgées, familles, jeunes.
- Blagnac est le siège mondial de la communauté des Béatitudes[56].

On compte également une école de danse et un conservatoire de musique..

### Santé
Il n'y a pas d'hôpital à Blagnac, mais on compte de nombreux hôpitaux sur Toulouse, le plus proche étant l'hôpital Purpan.

### Sports

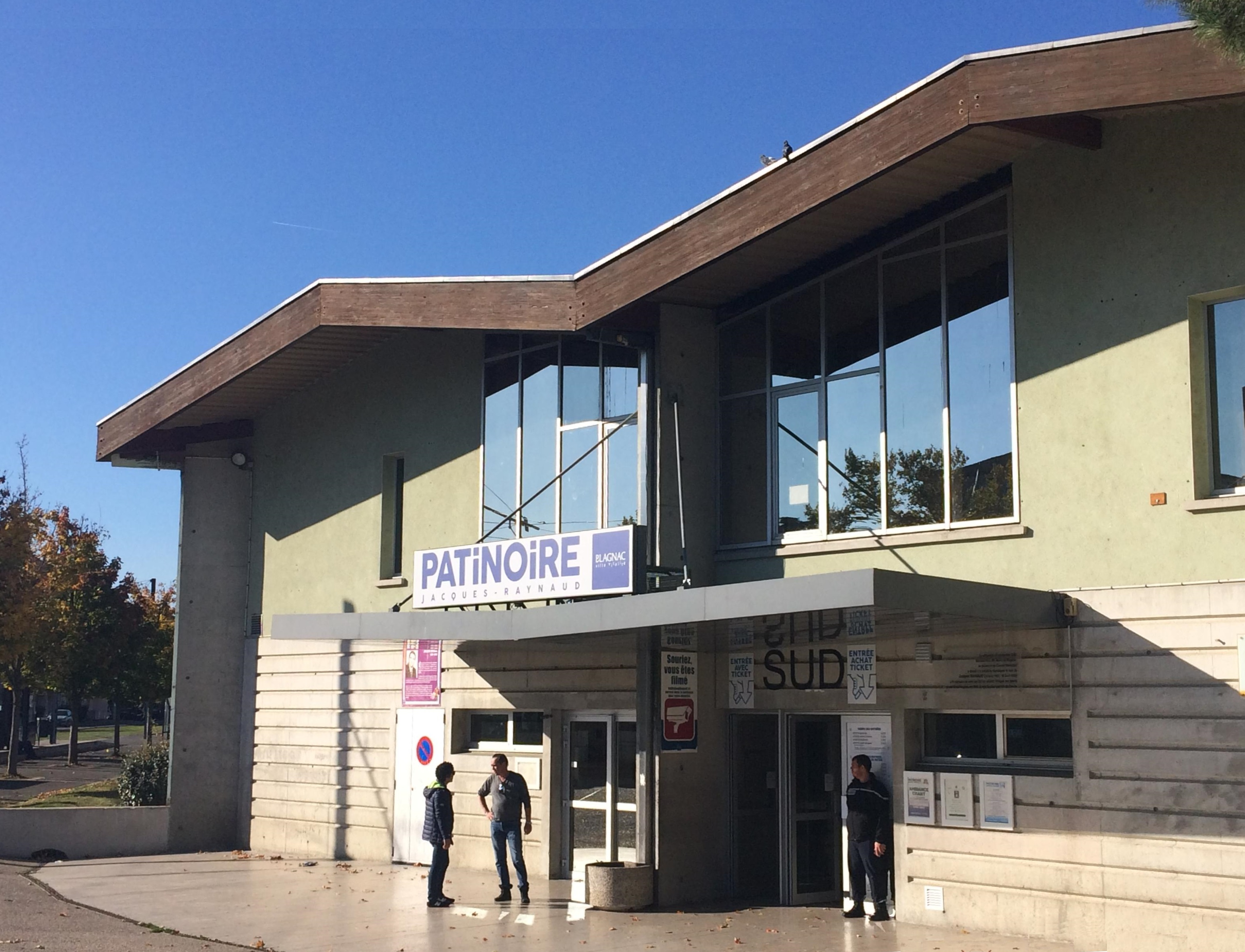
La patinoire Jacques Raynaud.

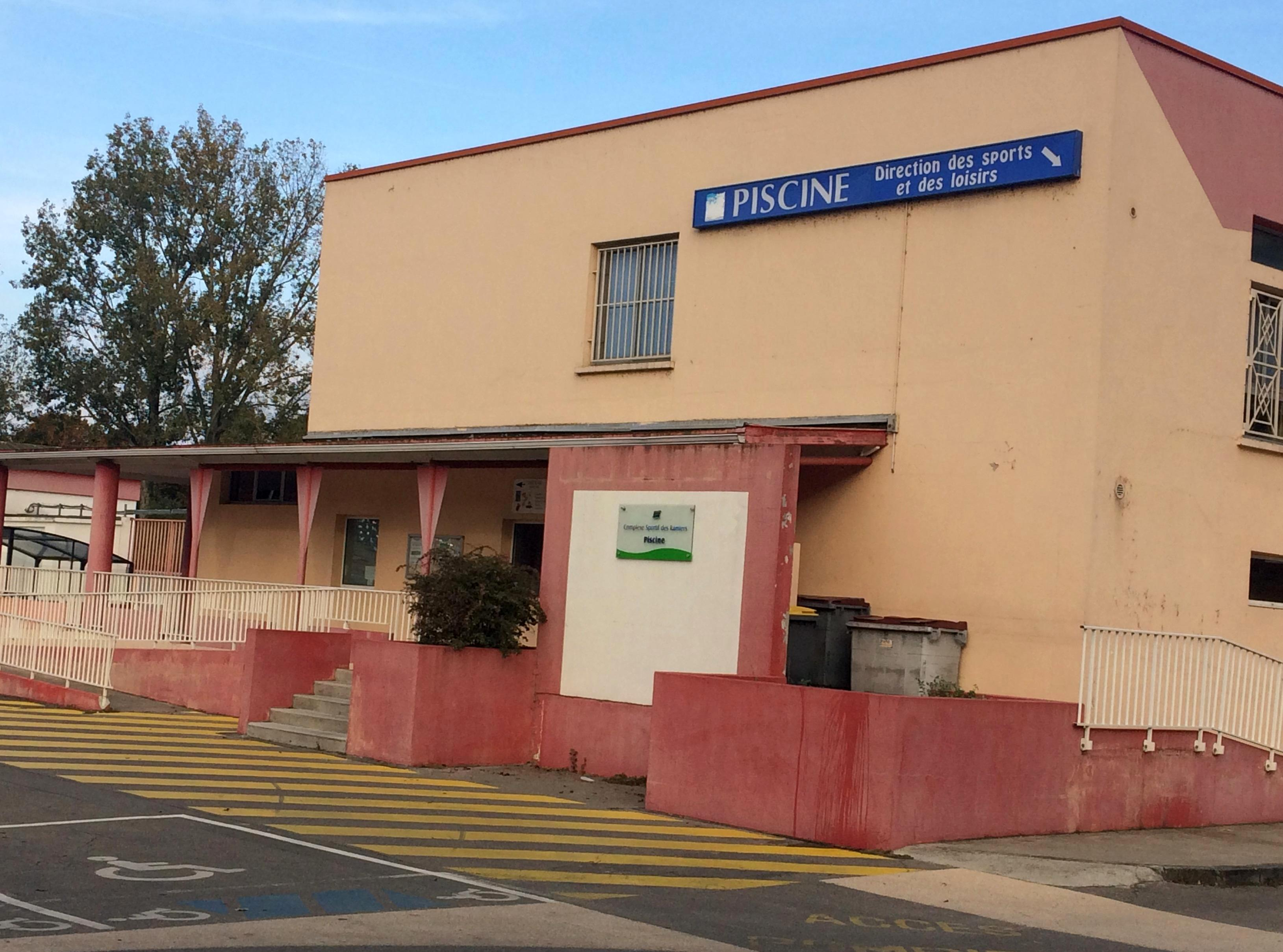
La piscine des Ramiers.

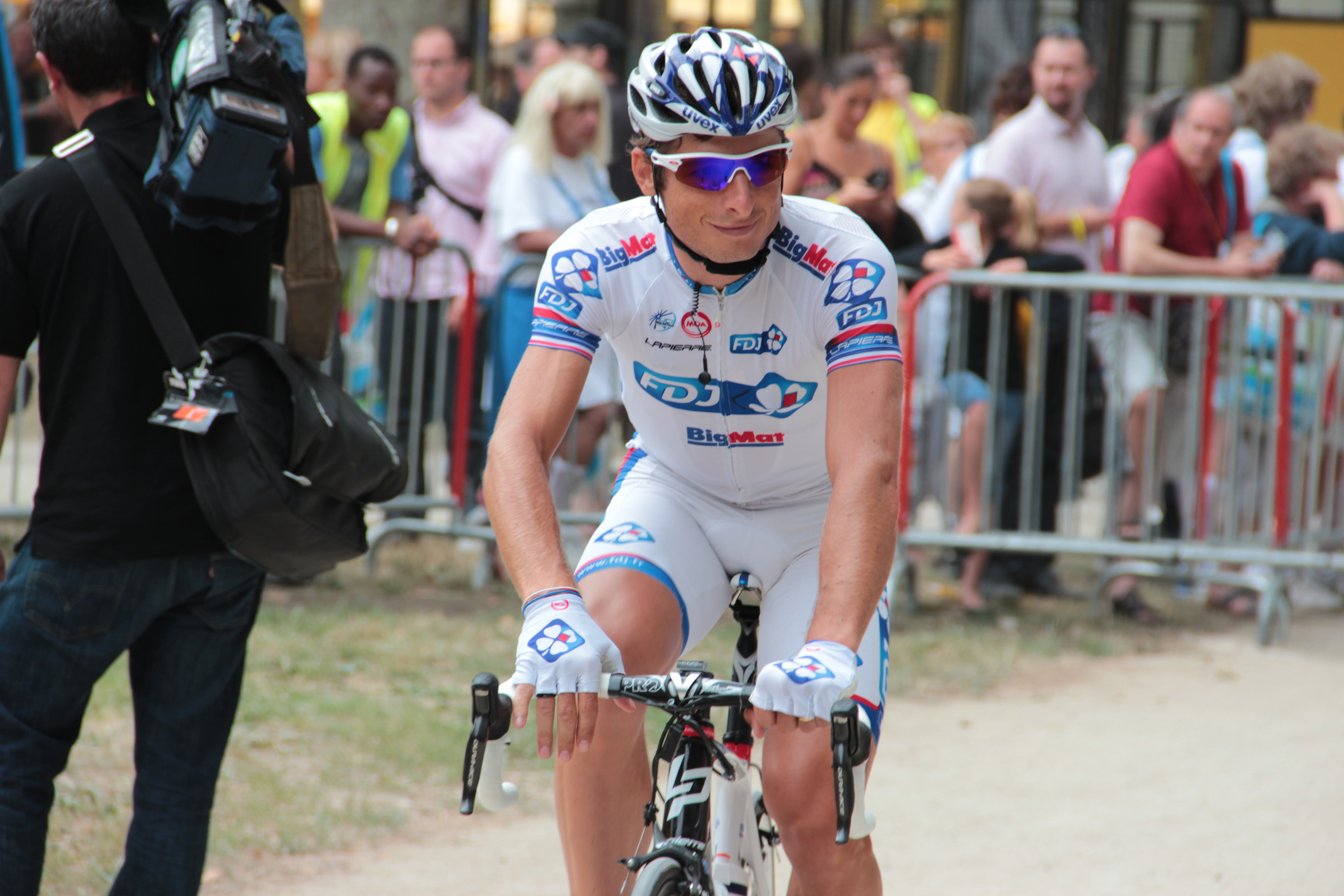
Pierrick Fédrigo s'élance de Blagnac lors du Tour de France 2012.

La ville remporte le challenge de la ville la plus sportive de France en 1992. La ville de Blagnac a continué son action en faveur du sport au fil des années. Aujourd'hui, 70 associations sportives proposent 52 disciplines pour lesquelles on a pu recenser 10 000 licenciés !
- BSC Athlétisme, (stade Stéphane Diagana, dans la ZAC Andromède) avec plus de 500 licenciés, le club est labellisé 5 étoiles par la FFA et organise, entre autres, les 21 km de Blagnac.
- rugby à XV et rugby à XIII évoluant tous deux au stade Ernest-Argelès (2 000 places), ce stade hébergeant provisoirement le Toulouse Olympique XIII, le temps de la réfection du Stade des Minimes. Stade Mermoz et terrain de Bélisaire.
- football évoluant au stade du Ramier, terrains des Barradels, complexe sportif d’Andromède.
- Piscine, complexe nautique des Ramiers.
- Patinoire municipale Jacques Raynaud, ayant servi en 2010 à l'organisation du premier Championnat du monde de ballet sur glace (la Nations Cup).
- 4 gymnases.
- 4 terrains de tennis couverts (avenue des Tilleuls) 9 terrains découverts.
- Boulodrome du Parc.
- Toulouse Blagnac Hockey Club hockey sur glace évoluant dans la patinoire Jacques Raynaud.
- Blagnac Patinage sur Glace[57], patinage artistique.
- Blagnac FC.
- ACB Arc Club Blagnac, club de tir à l'arc[58] (salle Naudin).
- Blagnac sporting club rugby, évoluant en Fédérale 1.
- Blagnac Rugby féminin, évoluant en Élite 1.
- Blagnac Intergénérations de la Retraite Sportive, affiliée à la FFRS[59].
- Blagnac Sporting Club Rink-Hockey, évoluant en N3.
- Blagnac Sporting Club, Handball avec notamment une équipe féminine en Nationale 3, des équipes de moins de 18 ans et des seniors garçons ayant évolué en championnat de France.
- Paddle Plus[60], club de Paddle situé au complexe sportif de Naudin et possède deux terrains couverts et éclairés.
- Tennis de table Blagnacais[61], club de Tennis de table situé au complexe sportif de Naudin. Salle spécifique de tennis de table.
- Club ski et montagne[62], randonnées en montagne, escalade, alpinisme, canyonning, ski, ski de randonnée.
- Pour le golf, aucune structure n'existe sur la commune. Cependant, les amateurs peuvent pratiquer au golf de Seilh.
- Twirling Baton Blagnac[63], club de twirling bâton situé au gymnase Guillaumet, chemin de Bélisaire.
- Tour de France : 18e étape du Tour de France 2012, 14e étape du Tour de France 2017, 6e étape du Tour de France Femmes 2023

### Médias
Blagnac est couverte par le journal local La Dépêche du Midi et par l'édition Toulouse Métropole de France 3 Occitanie.

## Économie

### Revenus
En 2018  (données Insee publiées en septembre 2021), la commune compte 11 196 ménages fiscaux, regroupant 23 719 personnes. La médiane du revenu disponible par unité de consommation est de 24 360 € (23 140 € dans le département). 60 % des ménages fiscaux sont imposés (55,3 % dans le département).

### Emploi
|                | 2008  | 2013  | 2018  |
| -------------- | ----- | ----- | ----- |
| Commune        | 6,5 % | 9,1 % | 9,1 % |
| Département    | 7,7 % | 9,6 % | 9,3 % |
| France entière | 8,3 % | 10 %  | 10 %  |

En 2018, la population âgée de 15 à 64 ans s'élève à 16 728 personnes, parmi lesquelles on compte 80 % d'actifs (70,9 % ayant un emploi et 9,1 % de chômeurs) et 20 % d'inactifs,. Depuis 2008, le taux de chômage communal (au sens du recensement) des 15-64 ans est inférieur à celui de la France et du département.
La commune fait partie du pôle principal de l'aire d'attraction de Toulouse,. Elle compte 37 426 emplois en 2018, contre 36 319 en 2013 et 31 409 en 2008. Le nombre d'actifs ayant un emploi résidant dans la commune est de 11 988, soit un indicateur de concentration d'emploi de 312,2 % et un taux d'activité parmi les 15 ans ou plus de 64,8 %.
Sur ces 11 988 actifs de 15 ans ou plus ayant un emploi, 4 978 travaillent dans la commune, soit 42 % des habitants. Pour se rendre au travail, 69,6 % des habitants utilisent un véhicule personnel ou de fonction à quatre roues, 12 % les transports en commun, 15,5 % s'y rendent en deux-roues, à vélo ou à pied et 2,8 % n'ont pas besoin de transport (travail au domicile).

### Activités hors agriculture

#### Secteurs d'activités
2 690 établissements sont implantés  à Blagnac au 31 décembre 2019. Le tableau ci-dessous en détaille le nombre par secteur d'activité et compare les ratios avec ceux du département,.
| Secteur d'activité                                                                                        | Commune | Commune | Département |
| Secteur d'activité                                                                                        | Nombre  | %       | %           |
| --- | ------- | ------- | ----------- |
| Ensemble                                                                                                  | 2 690   | 100 %   | (100 %)     |
| Industrie manufacturière, industries extractives et autres                                                | 121     | 4,5 %   | (5,7 %)     |
| Construction                                                                                              | 198     | 7,4 %   | (12 %)      |
| Commerce de gros et de détail, transports, hébergement et restauration                                    | 831     | 30,9 %  | (25,9 %)    |
| Information et communication                                                                              | 148     | 5,5 %   | (4,1 %)     |
| Activités financières et d'assurance                                                                      | 117     | 4,3 %   | (3,8 %)     |
| Activités immobilières                                                                                    | 89      | 3,3 %   | (4,2 %)     |
| Activités spécialisées, scientifiques et techniques et activités de services administratifs et de soutien | 550     | 20,4 %  | (19,8 %)    |
| Administration publique, enseignement, santé humaine et action sociale                                    | 459     | 17,1 %  | (16,6 %)    |
| Autres activités de services                                                                              | 177     | 6,6 %   | (7,9 %)     |

Le secteur du commerce de gros et de détail, des transports, de l'hébergement et de la restauration est prépondérant sur la commune puisqu'il représente 30,9 % du nombre total d'établissements de la commune (831 sur les 2690 entreprises implantées  à Blagnac), contre 25,9 % au niveau départemental.

#### Entreprises et commerces
Les cinq entreprises ayant leur siège social sur le territoire communal qui génèrent le plus de chiffre d'affaires en 2020 sont : 
- Airbus, construction aéronautique et spatiale (39 036 834 k€)
- Safran Electrical & Power, fabrication d'autres matériels électriques (630 955 k€)
- Rockwell Collins France - RCF, réparation de matériels électroniques et optiques (295 634 k€)
- Cimpa, conseil en systèmes et logiciels informatiques (103 132 k€)
- Safran Engineering Services, ingénierie, études techniques (102 052 k€)

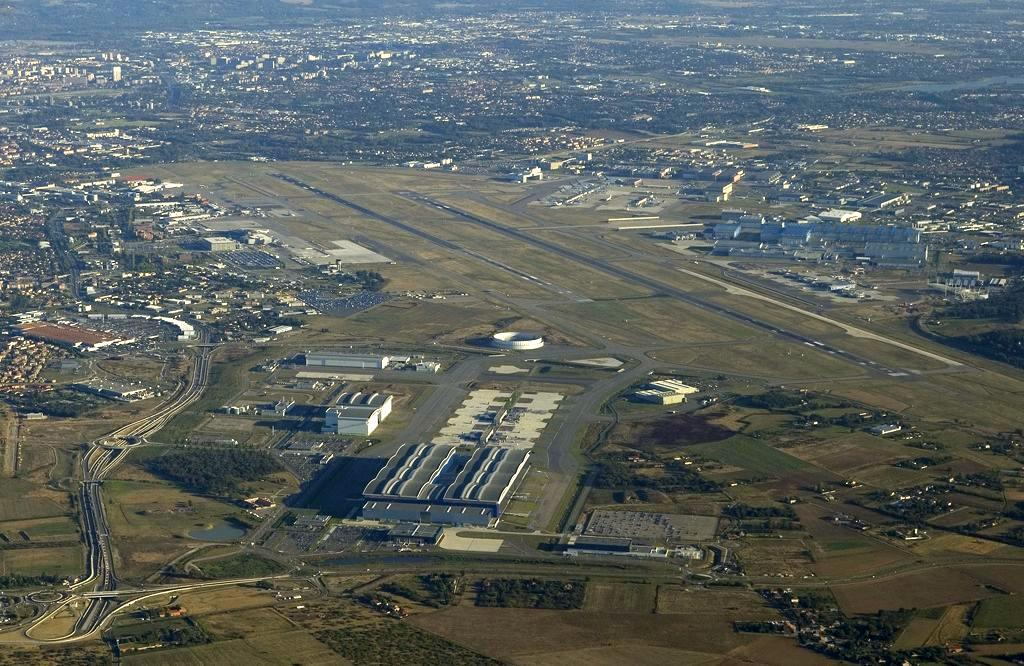
Vue aérienne du complexe Aéroport / Aéroconstellation en 2007.

Blagnac est à la pointe de l'industrie aéronautique mondiale, accueillant actuellement le siège d'Airbus industrie.
Blagnac est aujourd'hui l'une des communes les plus dynamiques économiquement de France, et l'une des plus attractives. L’emploi a fortement progressé, notamment dans les bureaux d’études sous-traitants de premier niveau d'Airbus.
Cette croissance trouve son ferment dans l'essor des entreprises :
- Airbus, avec les lancements commerciaux de l'A380, de l'A350 et de l'avion militaire A400M ;
- ATR ;
- implantation du centre de maintenance d'Air France Industries ;
- développement de l’aéroport international.

Véritable coup d’accélérateur pour l’économie locale et régionale, l'usine d’assemblage de l’A380 est clairement porteuse d'emplois et de stabilité sociale. Blagnac est également le siège de la chambre régionale de commerce et d'industrie Midi-Pyrénées. Citons aussi : Labinal, Aeroconseil, Blagnac Constellation, Engineering Conception Maintenance, AéroConstellation…

### Agriculture
|               | 1988 | 2000 | 2010 | 2020 |
| ------------- | ---- | ---- | ---- | ---- |
| Exploitations | 38   | 14   | 9    | 6    |
| SAU (ha)      | 601  | 159  | 85   | 56   |

La commune est dans « les Vallées », une petite région agricole consacrée à la polyculture sur les plaines et terrasses alluviales qui s’étendent de part et d’autre des sillons marqués par la Garonne et l’Ariège. En 2020, l'orientation technico-économique de l'agriculture  sur la commune est l'exploitation de grandes cultures (hors céréales et oléoprotéagineuses). Six exploitations agricoles ayant leur siège dans la commune sont dénombrées lors du recensement agricole de 2020 (38 en 1988). La superficie agricole utilisée est de 56 ha,,.

### Projets économiques
Dans les années 2010, l’implantation de la chaîne d'assemblage de l'A380 se traduit par l’émergence d’une série de projets structurants :
- création d'un Espace muséographique aéronautique, (Aeroscopia) ;
- création d'un Espace de convention et centre d'affaires ;
- création (en cours) du nouveau centre de livraison des Airbus, le Delivery Center ;
- essor du secteur hôtelier ;
- développements commerciaux importants.

## Culture locale et patrimoine

### Lieux et monuments
Dès la Préhistoire et les Gaulois dans le village lui-même : murs, mosaïques, poteries gallo-romains.
- Monastère de Blagnac :

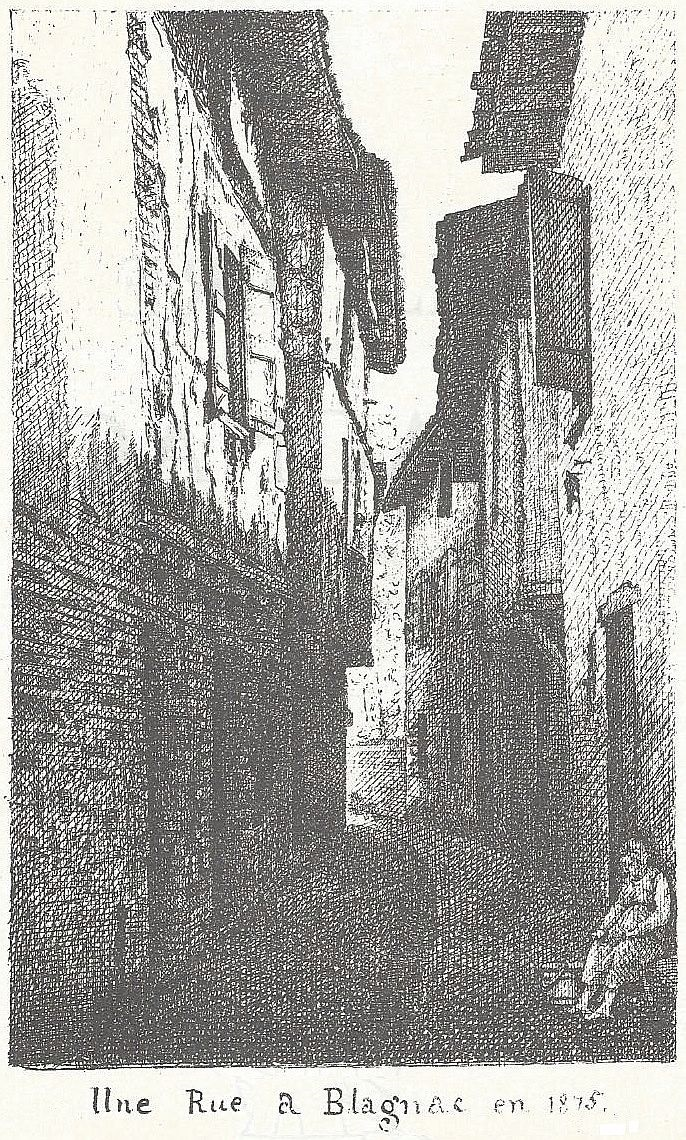
Une rue en 1875.

Un imposant bâtiment, une chapelle et un château du XVIIe siècle composent le monastère des Dominicaines. Jean d’Aldeguier, issu d’une famille noble de Millau, grand trésorier de la généralité de Toulouse, achète les terres à Isabeau de Voisins. Passé aux mains de différents propriétaires issus de la haute bourgeoisie et de la noblesse toulousaine, il est finalement vendu en 1748 à Gaspard de Maniban, premier président au parlement de Toulouse. Ce dernier, désireux d’en faire une demeure confortable, entreprend des travaux d’aménagements coûteux.
En 1810, le château et ses dépendances sont vendus au général d'Empire Jean Dominique Compans qui s’y installe. Il y meurt en 1845. Après avoir servi de cadre à des fêtes galantes, et à la suite de l’expropriation forcée des nouveaux propriétaires, le château est acheté en 1850 par les trappistines, venues de l’abbaye de Maubec (Drôme). Entre 1860 et 1885, elles restaurent le château et construisent l’église. En 1870, le monastère est transformé en hôpital, puis en maison d’accueil pour les orphelines toulousaines, victimes de la crue de la Garonne en 1875.

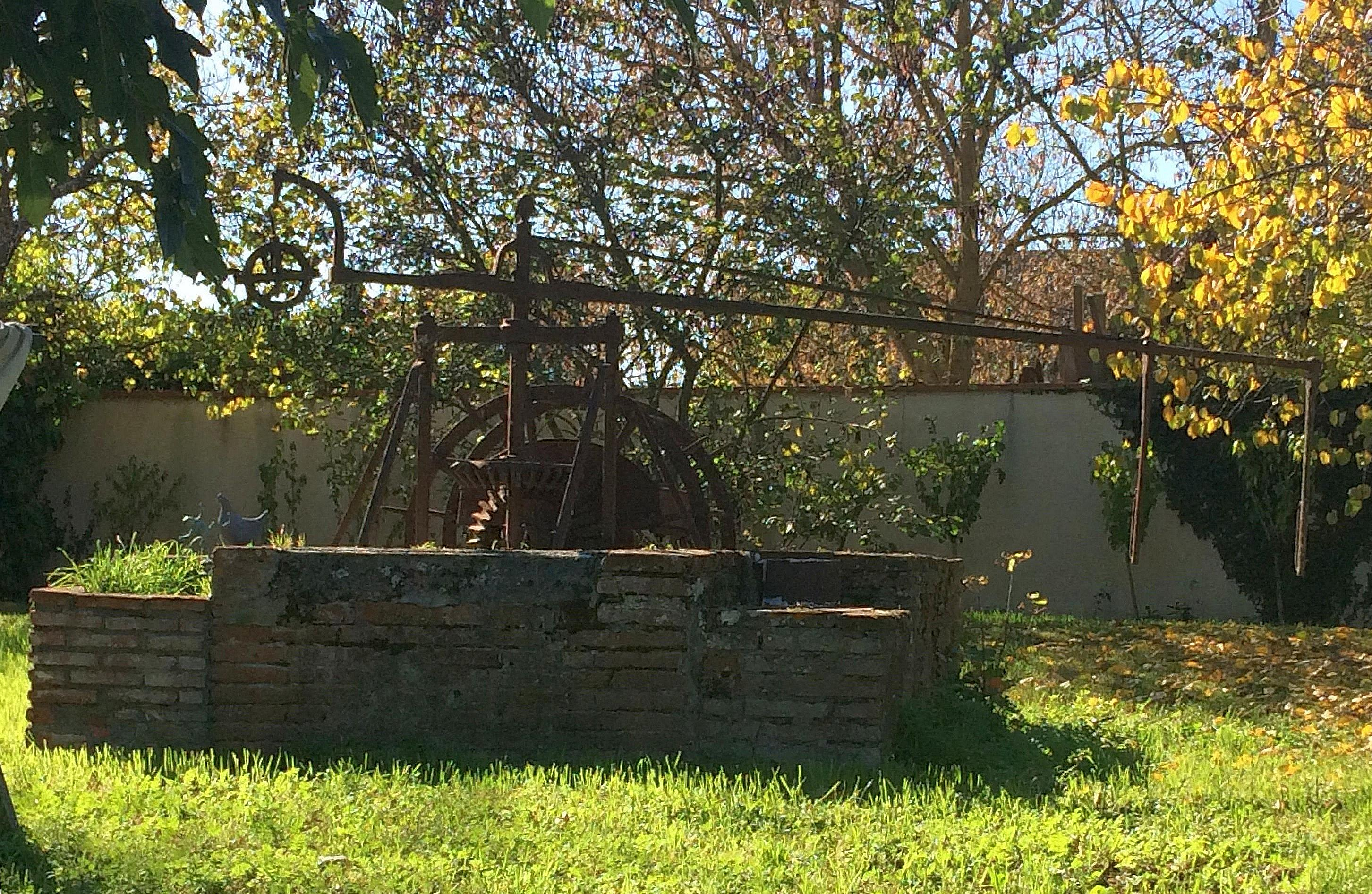
Un ancien puits de maraîcher, typique du blagnacais, proche de la Garonne.

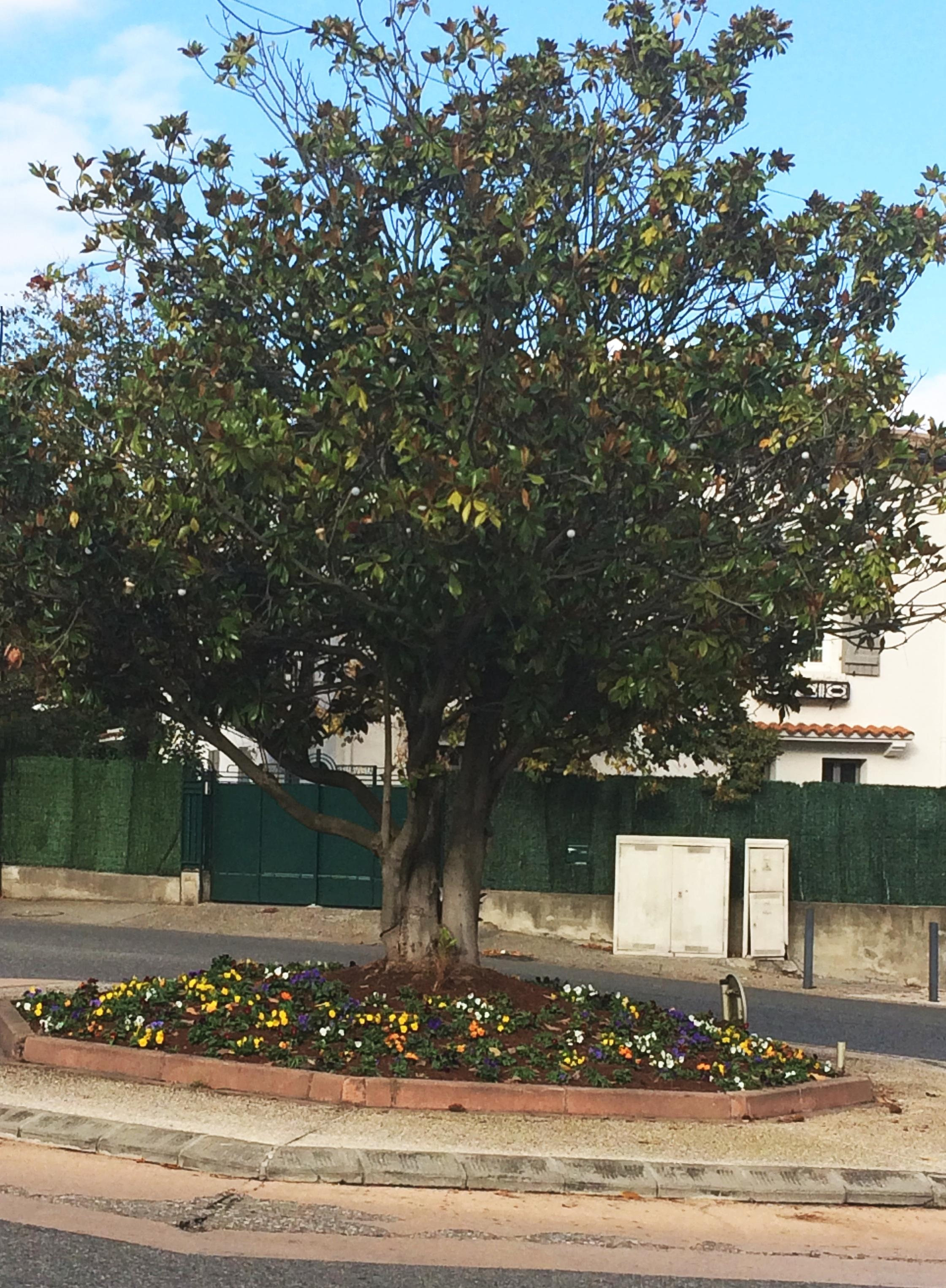
Le magnolia de la Place Plan du Port, implanté adulte au milieu des années 2000.

Pendant la Première Guerre mondiale, un hôpital temporaire est implanté, accueillant notamment des soldats annamites. S’accommodant mal de l'urbanisation croissante de Blagnac, les trappistines décident de quitter le domaine en 1938 pour aller en Gironde. Une communauté de dominicaines les remplace à partir de 1939.

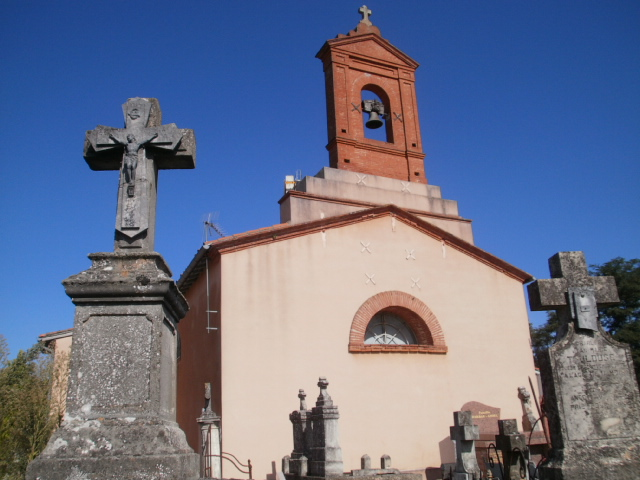
L'Oratoire de Saint-Exupère du 15e siècle, avec sa petite salle de spectacles.

Durant la Seconde Guerre mondiale, les bâtiments, à l'exception du château, sont occupés par les militaires allemands. Le domaine est endommagé. Après la guerre, des travaux de rénovation sont entrepris. En 1949, les moniales accueillent Louis Mazetier, célèbre peintre verrier qui réalise fresques et vitraux.
Depuis les années 1950, le monastère a varié ses activités : tour à tour fabricant de pâtes alimentaires, pension de famille, maison de retraite, confection d’objets religieux, afin d’assurer la survie matérielle de la communauté. Depuis 1987, les dominicaines partagent la tranquillité du site avec la communauté des Béatitudes. L’église conventuelle Notre-Dame-des-Sept-Douleurs et de Sainte-Catherine-de-Sienne est un grand édifice de style néogothique en forme de L. Les peintures murales du chœur et de la nef des fidèles ainsi que l’ensemble des vitraux sont classés à l’inventaire des monuments historiques depuis le 30 avril 2001.
- L’église Saint-Pierre de Blagnac a été inscrite à l'inventaire supplémentaire des monuments historiques le 23 septembre 1926.

De son passé médiéval, la ville de Blagnac a conservé son église, dont la première mention se situe en 1098, mais on a une idée peu précise de ce qu’elle était à cette époque. Elle avait, semble-t-il, un clocher-mur tourné vers la Garonne sur la façade Est comme le prouveraient les trous au-dessus du chœur actuel pour les cordes des cloches. Construite de briques et de galets, c’est à partir de 1387 sous les Devoisins, qu’elle prend son allure gothique dans son aspect extérieur : abside de forme polygonale et fenêtres en arc brisé… L’intérieur gothique de l’église présente une nef voûtée avec croisée d’ogives et les chapiteaux sont décorés de sculptures représentant la Création. La chapelle Saint-Jacques fut dédiée à cette famille, dont on peut voir le blason sculpté sur un des chapiteaux. Les baies du clocher, construit au XVIe siècle, sont couvertes d’arcs en plein cintre et d’arcs en mitre, ce qui lui donne une ressemblance avec celui de Saint-Sernin. Peintures et vitraux intérieurs sont du XIXe siècle.
- L'oratoire de Saint-Exupère est classé au titre objet des monuments historiques depuis 1922[68]. Les peintures murales de l’ancienne chapelle Saint-Éxupère datant du XVe siècle et complétées au XIXe, racontent la vie de saint Éxupère, 6e évêque de Toulouse. Il aurait fait construire une petite maison à cet emplacement et y serait décédé vers 415. Les Blagnacais l’ont adopté comme saint patron.
- Église Saint-Gabriel de Blagnac[69].
- Aeroscopia :

Les débuts de cette grande histoire entre l’aéronautique et Toulouse remontent à la fin du XIXe siècle lorsque Clément Ader, originaire de Muret, effectue le premier décollage de l’histoire de l’aéronautique avec un engin plus lourd que l’air motorisé baptisé Éole.
Depuis ce premier « bond » de Clément Ader, un long chemin a été parcouru pour mener aujourd’hui aux fleurons de l’industrie aéronautique que sont l’A380 ou encore l’A350. Et c’est ici à Toulouse qu’une grande partie de l’histoire de cette industrie s’est écrite.
Un grand nombre de pionniers plus ou moins célèbres et d’avions de légende ont contribué à construire cet ancrage de l’aéronautique dans le patrimoine local.
Au milieu des années 1950, la Caravelle, premier avion civil à réaction français sort des chaînes d’assemblage. Suivi par le légendaire Concorde qui décolle en 1969 pour la première fois depuis les pistes de l’aéroport de Toulouse-Blagnac. Aujourd’hui, Toulouse est aussi le berceau de deux grands constructeurs aéronautiques mondiaux que sont ATR et Airbus. En Midi-Pyrénées, près de 80 000 personnes vivent aujourd'hui de l’activité aéronautique.
Depuis plus de 30 ans, les acteurs et les témoins de cette formidable épopée industrielle, technologique et humaine, les amoureux du ciel et des avions se sont mobilisés pour que cette histoire soit à jamais reconnue et partagée. Pour que ce patrimoine historique soit préservé. Aeroscopia, musée aéronautique, porte cette attente. Le musée est construit en bordure de la ZAC Aéroconstellation, berceau de l’A380, elle-même en lien direct avec la plate-forme aéroportuaire et les pistes de Toulouse-Blagnac. Signée par l’agence Cardete Huet Architectes, également conceptrice de la géométrie de l’usine Lagardère, l’architecture d’Aeroscopia affiche la forme oblongue d’un long tube, recouvert d’une peau de zinc gris, ouvert à la lumière du jour qui, s’il n’était légèrement incurvé le long du plan dans lequel il se reflète, semblerait prêt pour un décollage immédiat.
Le musée couvre une surface au sol de 15 000 m2 incluant des espaces d’expositions intérieurs et extérieurs.

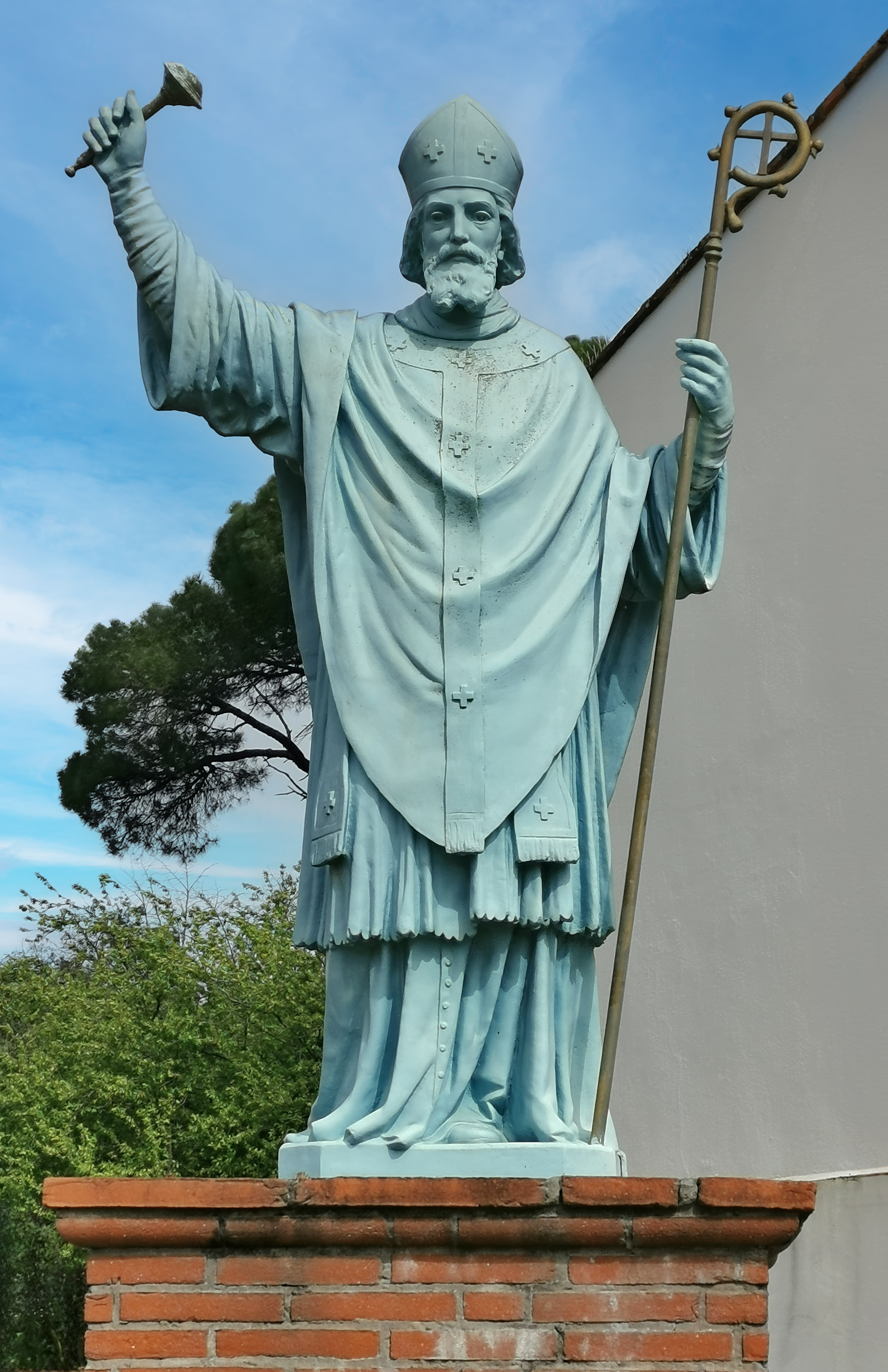
Statue d'Exupère de Toulouse, départ rue de la Croix blanche (foyer des Anciens).
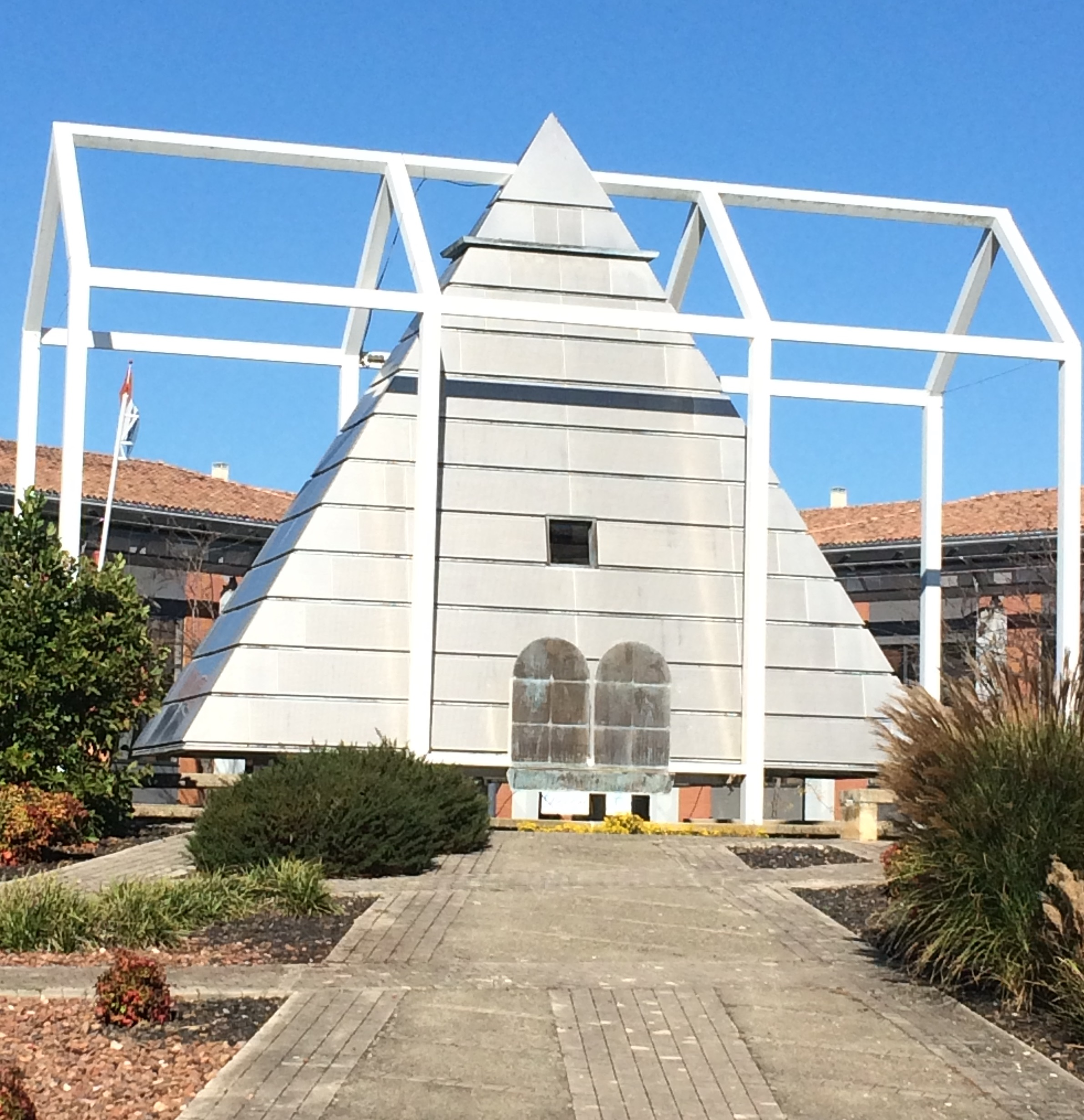
Place de la Révolution
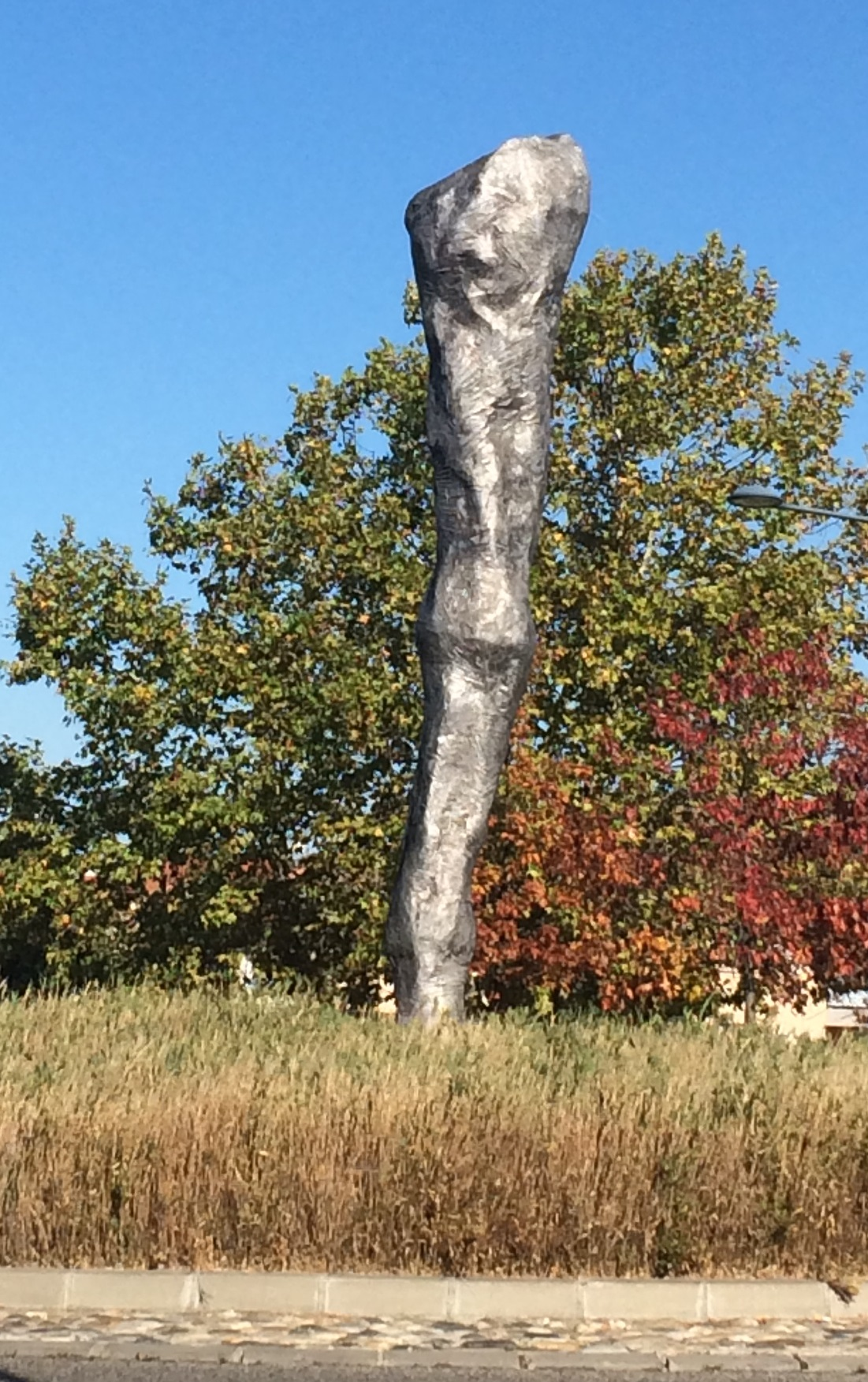
Place du Relais, le 'Pied de Cheval' de Daniel Coulet
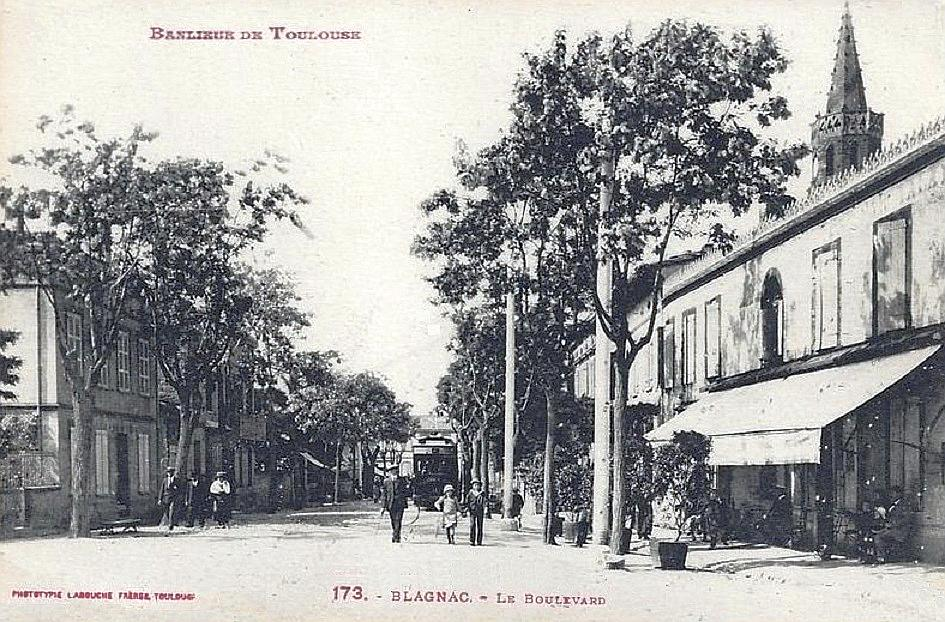
L'hypercentre de Blagnac, boulevard Jean Rivet (1910).
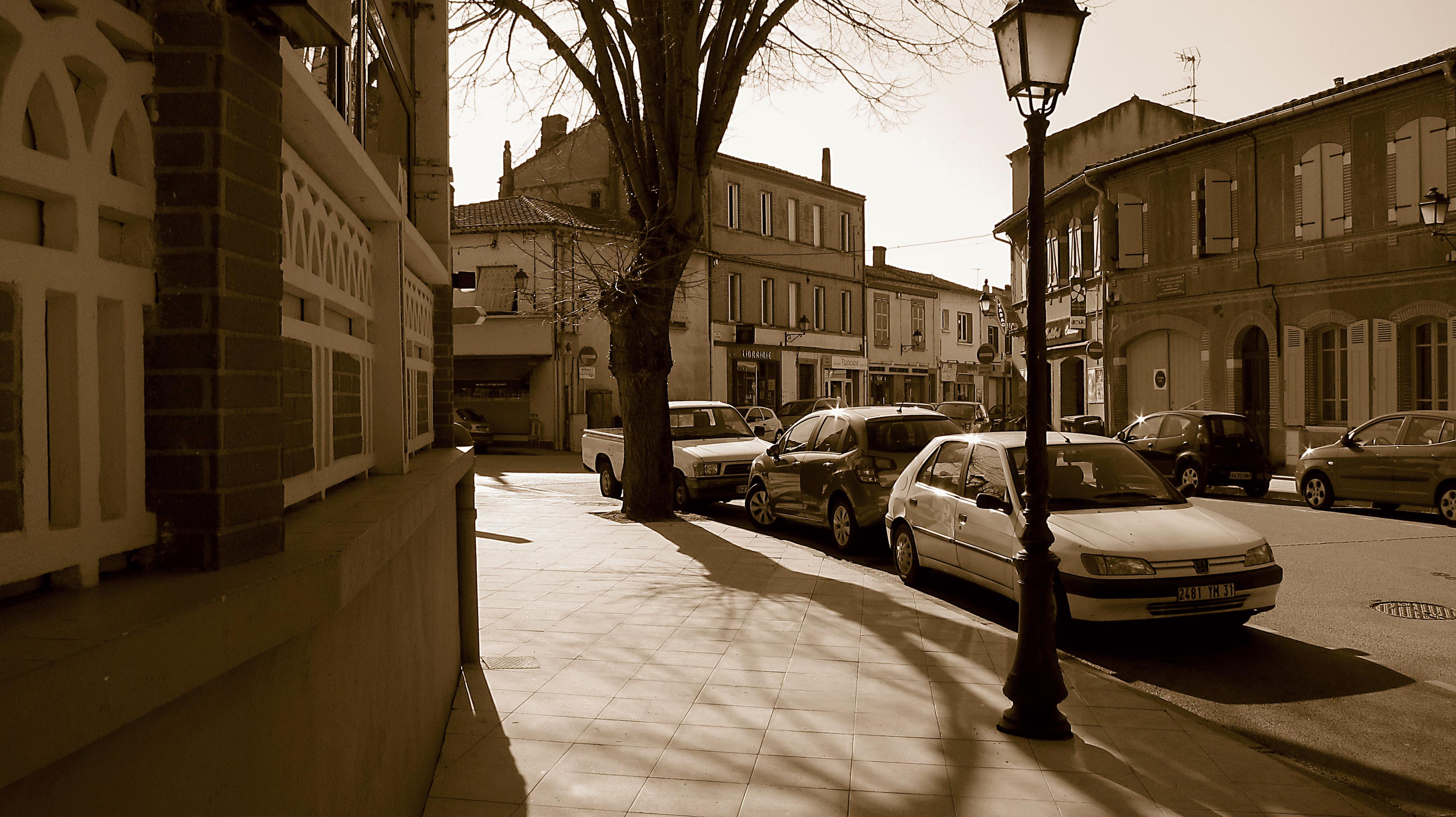
L'hypercentre de Blagnac, au boulevard Firmin Pons (2012).

### Personnalités liées à la commune

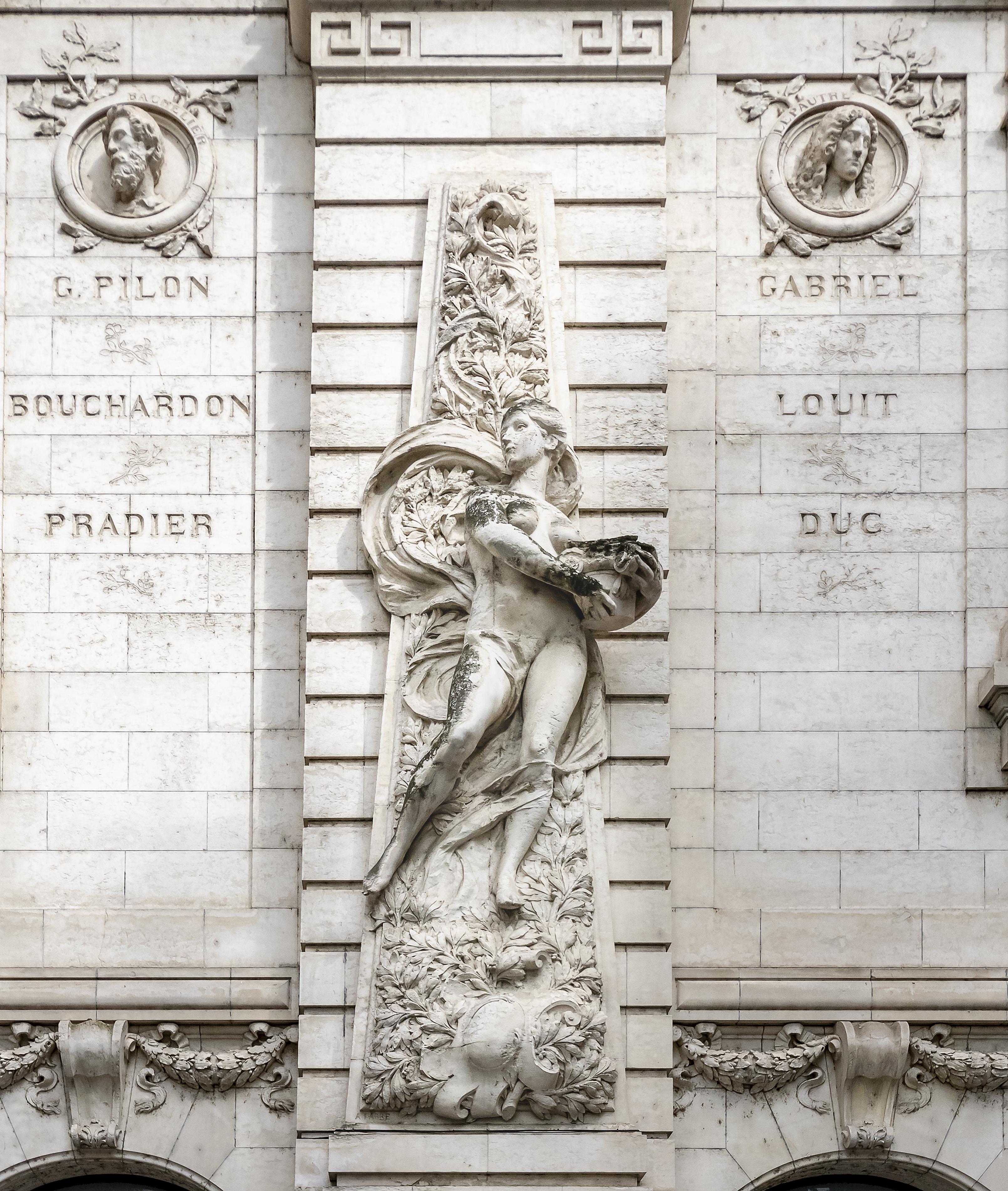
L'Architecture par Abel Fabre
École supérieure des beaux-arts de Toulouse.

- Jean Dominique Compans (1769-1845) : général de l'Empire.
- Abel Fabre (1846–1922), sculpteur, né à Blagnac.
- Germaine Chaumel (1895-1982).
- Max Fischl (1922-2006), pilote d'essai.
- Fabrice Garcia-Carpintero (1980-), éditeur, écrivain et réalisateur.
- Françoise Laborde (1958-), sénatrice.
- Jean-Marc Manfrin (1963-), vainqueur du Tour du Limousin 1988, redevenu amateur licencié dans la commune.
- Maxime Médard (1986-), joueur de rugby.
- Exupère de Toulouse
- Max Fischl
- Henri Cammarata

### Héraldique
| Blagnac | Son blasonnement est : parti, au premier de gueules à l’écusson du même à la croix cléchée, vidée et pommetée de douze pièces d’or, au second d’azur à l’écusson parti au premier du champ semé de fleurs de lys d’or et au second de gueules semé de châteaux donjonnés d’or ouverts de gueules, le tout aux deux clefs adossées et entrelacées d’or. |

## Pour approfondir